# Taunus
Der Taunus ist ein in Hessen und Rheinland-Pfalz liegendes Mittelgebirge mit dem Großen Feldberg (879 m ü. NHN) als höchster Erhebung. Als Teil des Rheinischen Schiefergebirges gehört es zu den älteren Gebirgen Deutschlands, deren Gesteine überwiegend aus dem Devon stammen und im Rahmen der variszischen Gebirgsbildung verfaltet wurden. Die in einigen Teilen recht dünne Besiedelung und der Waldreichtum machen den Taunus zu einem beliebten Ausflugsziel der Rhein-Main-Region.

## Lage und Umgrenzung

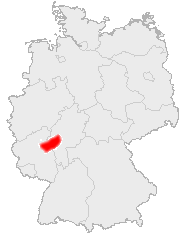
Lage des Taunus in Deutschland

Der Taunus ist das südöstliche Teilgebirge des Rheinischen Schiefergebirges. Das Mittelgebirge ist von Südwest nach Nordost im Mittel etwa 75 km lang und quer dazu von Nordwest nach Südost etwa 35 km breit, es bedeckt eine Fläche von rund 2700 km². Im Westen begrenzt das obere Mittelrheintal den Taunus und trennt ihn vom westlicheren Hunsrück. Im Norden bildet das Tal der Lahn (Gießen-Koblenzer Lahntal) mit dem Limburger Becken eine recht scharfe landschaftliche Grenze zum nördlicheren Westerwald. Im Osten grenzen nördlich das Gießener Becken (südlichster Teil des Westhessischen Berglands) mit Dießenbach und Kleebach, im südlichen Anschluss die Wetterau mit Wetter und Nidda an das Schiefergebirge; im Süden bilden der Rheingau und das dem Main vorgelagerte Main-Taunusvorland natürliche Grenzen. Die drei letztgenannten Landschaften sind ein Teil des Rhein-Main-Tieflands.
Am südlichen Rand liegen die Städte Rüdesheim am Rhein, Wiesbaden, Hofheim am Taunus und Bad Homburg vor der Höhe an den Nahtstellen zu den Tälern von Oberrhein und Main; am Ostrand liegen an der Nahtstelle zur Wetterau die Städte Bad Nauheim und Butzbach; im Norden an der Lahn grenzen an den Hintertaunus die Städte Wetzlar, Weilburg, Bad Ems und Lahnstein; im Westen am Mittelrhein liegt unter anderem Lorch an der Nahtstelle (je im Gegenuhrzeigersinn).

## Naturräumliche Gliederung

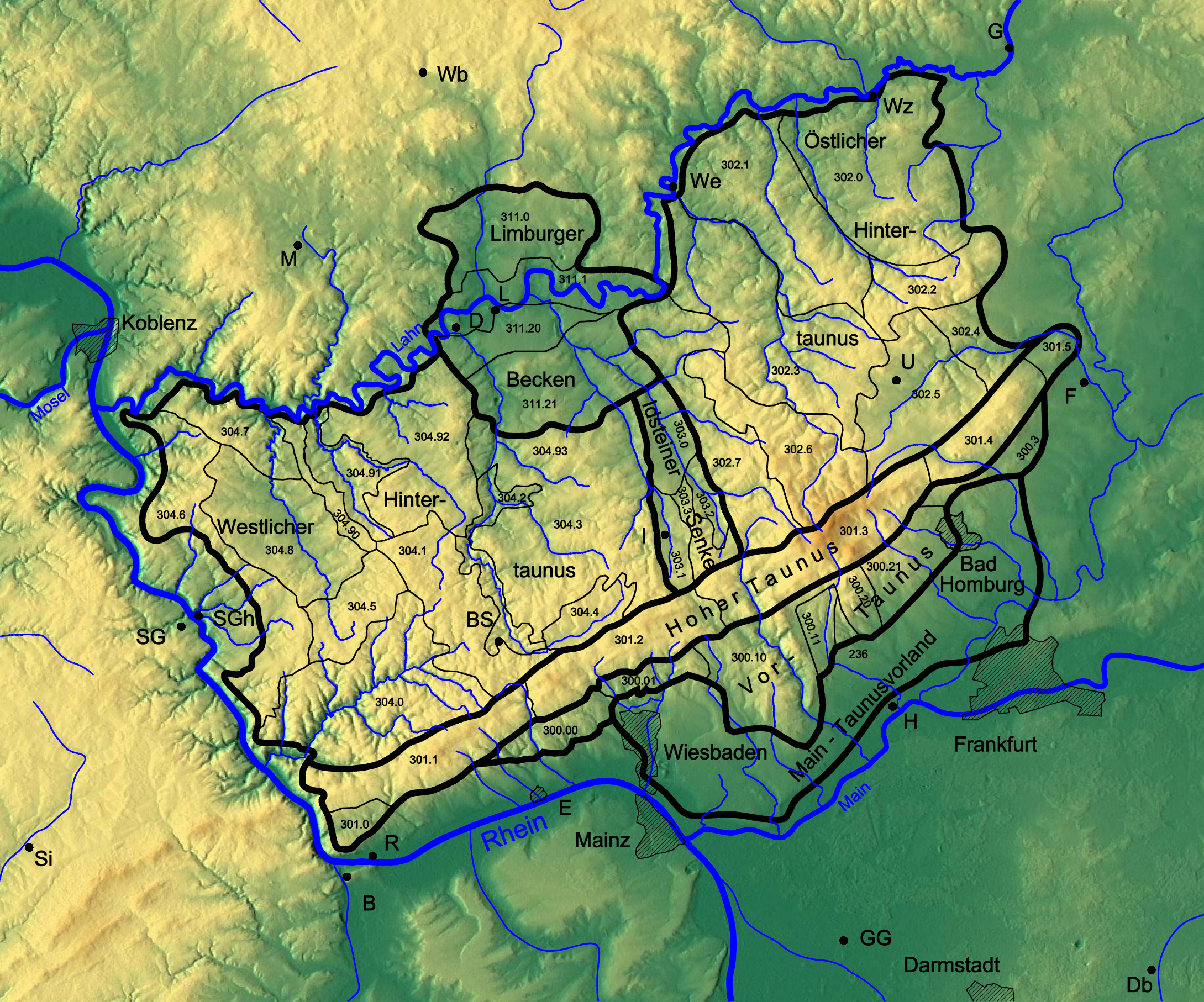
Naturräumliche Gliederung des Taunus

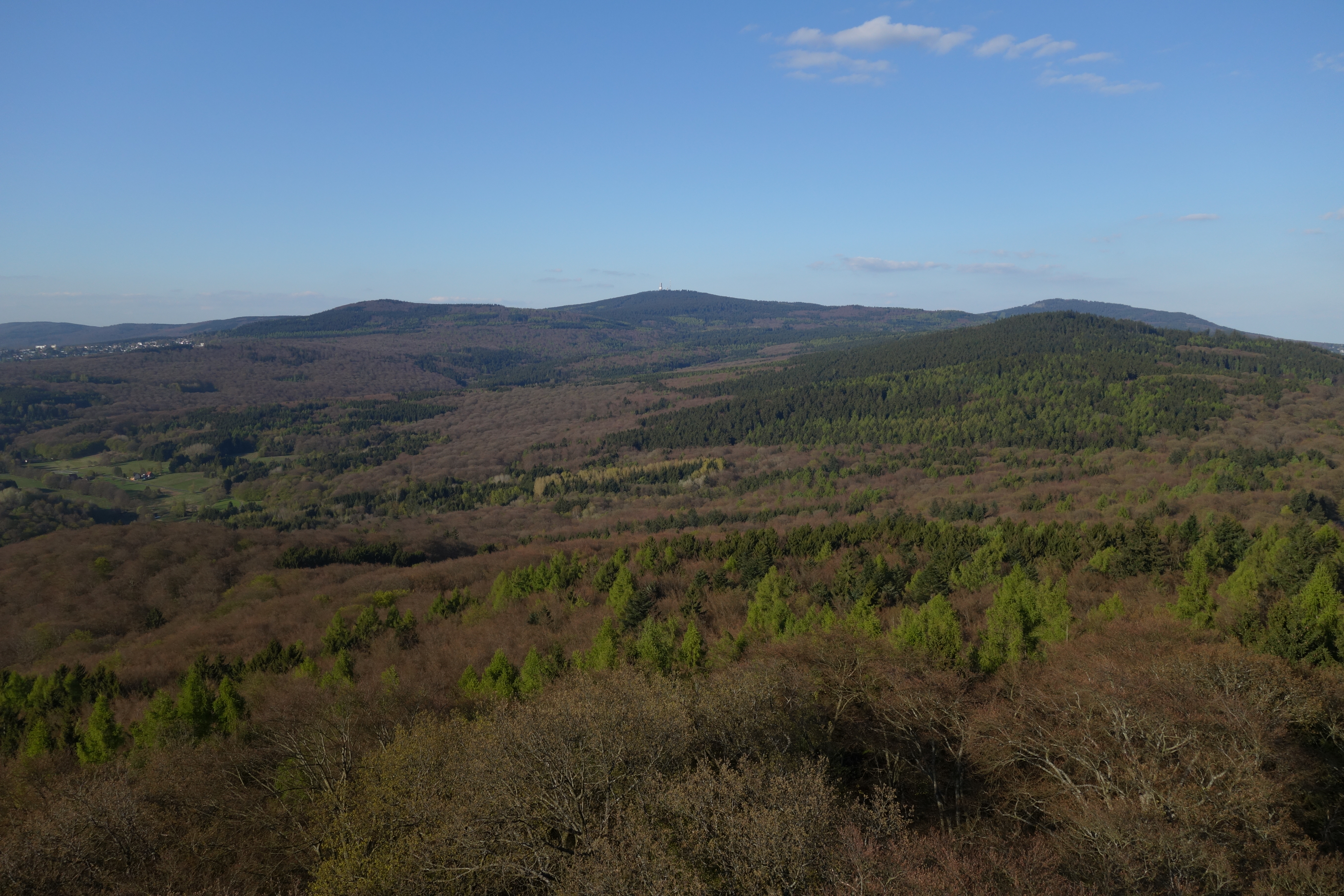
Blick vom Atzelberg entlang des Taunushauptkamms mit dem Ruppertshainer Eichkopf, rechts im Bildmittelgrund. Dahinter am Horizont (von rechts) Altkönig, Großer Feldberg, Glaskopf über dem Ort Glashütten sowie Hühnerberg und Windhain am westlichen Rand der Feldberg-Langhals-Pferdskopf-Scholle.

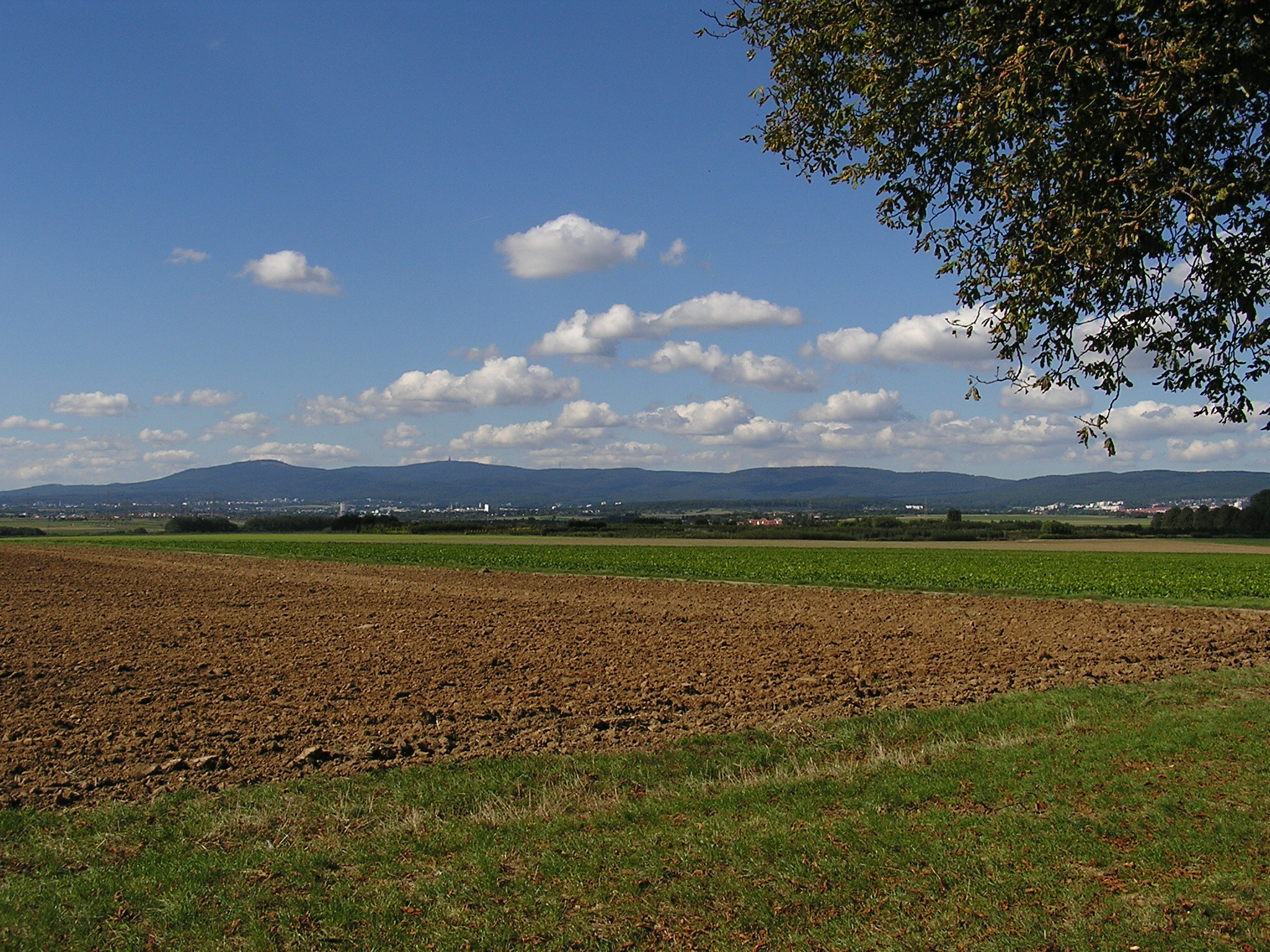
Blick von Karben zum Hochtaunus mit dem Großen Feldberg (mittig links)

Der Taunus ist ein heterogener Landschaftsraum, trotzdem grenzt er sich meist recht markant von den umliegenden Landschaften ab und wird als eine naturräumliche Haupteinheitengruppe klassifiziert. Die Naturlandschaft gliedert sich nach Morphologie, geologischen Aufbau, Klima und zum Teil durch die vorherrschende Vegetation in Teillandschaften, die in sich einheitlicher sind. Die Kulturlandschaft, also die vom Menschen überprägte Naturlandschaft, zeichnet in der Landnutzung, der Lage und Verteilung von Siedlungen und dem Verlauf der Verkehrswege die im Folgenden ausgeführte Gliederung nach.

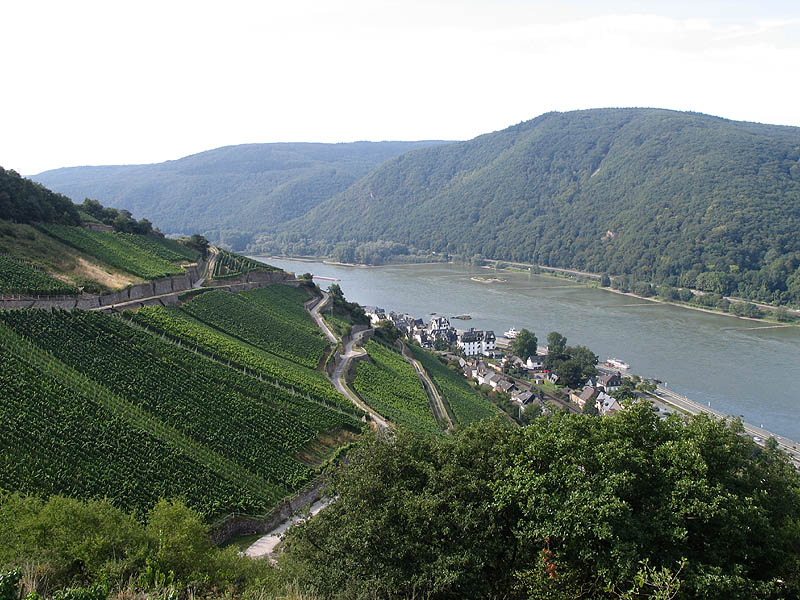
Steilabfall des Taunus zum Rhein

Im Süden liegen die stärker bewaldeten und höher gelegenen Teile, nämlich der Vordertaunus (naturräumlich auch Vortaunus genannt) und der Hohe Taunus (Taunushauptkamm), wo im Feldbergmassiv die größten Höhen nicht nur des Taunus, sondern des gesamten Rheinischen Schiefergebirges erreicht werden. Deshalb ist das Klima hier rauer als in den vorgelagerten Landschaftsräumen – es ist durchschnittlich kälter, es regnet und insbesondere schneit es mehr. Das bewegte Relief bietet wenig Raum für Siedlungen und landwirtschaftliche Nutzung. Auf den meist wenig tiefgründigen und fruchtbaren Böden, die sich aus saurem Gestein entwickelten, steht hier vorwiegend Wald. Der Vortaunus ist in sich uneinheitlicher als der Hauptkamm, er ist morphologisch stärker zerlegt und die Buchten des Vorlandes gliedern ihn stärker.
Hintertaunus wird das Gebiet nördlich des Hohen Taunus bis hin zum Lahntal genannt. Die Landschaft liegt hier niedriger und ist weniger bergig als im Südtaunus. Zwischen den zum Teil recht tief eingeschnittenen Tälern gibt es hier ausgeprägte Hochflächen (Verebnungen) mit starker landwirtschaftlicher Nutzung. Da meist nur die Talhänge bewaldet sind, ist der Hintertaunus insgesamt offener. Das Landschaftsbild des Hintertaunus ist wegen seiner unterschiedlich hoch gelegenen Schollen uneinheitlicher. Deutlich zeigt sich dies im Östlichen Hintertaunus. Hier gibt es beispielsweise mit dem Pferdskopf-Bergland einen hoch gelegenen Landschaftsraum mit stärkerer Bewaldung, rauerem Klima und mageren Böden; daneben aber auch das Usinger Becken, eine nur flach gewellte, offene Beckenlandschaft mit ertragreichen Böden und einem ausgeglichenen Klima.
Durch die im Bereich Idstein–Bad Camberg ausgebildete Idsteiner Senke wird der Hintertaunus in den Westlichen und Östlichen Hintertaunus geteilt. Die Idsteiner Senke erweitert sich zum Lahntal hin zum Limburger Becken und wird im nördlichen Bereich auch als Goldener Grund bezeichnet, wohl weil die Landwirtschaft hier günstigere Bedingungen fand. Das Relief ist flachwellig, die Böden durch den hohen Lößanteil fruchtbar und das Klima durch die Beckenlage milder.

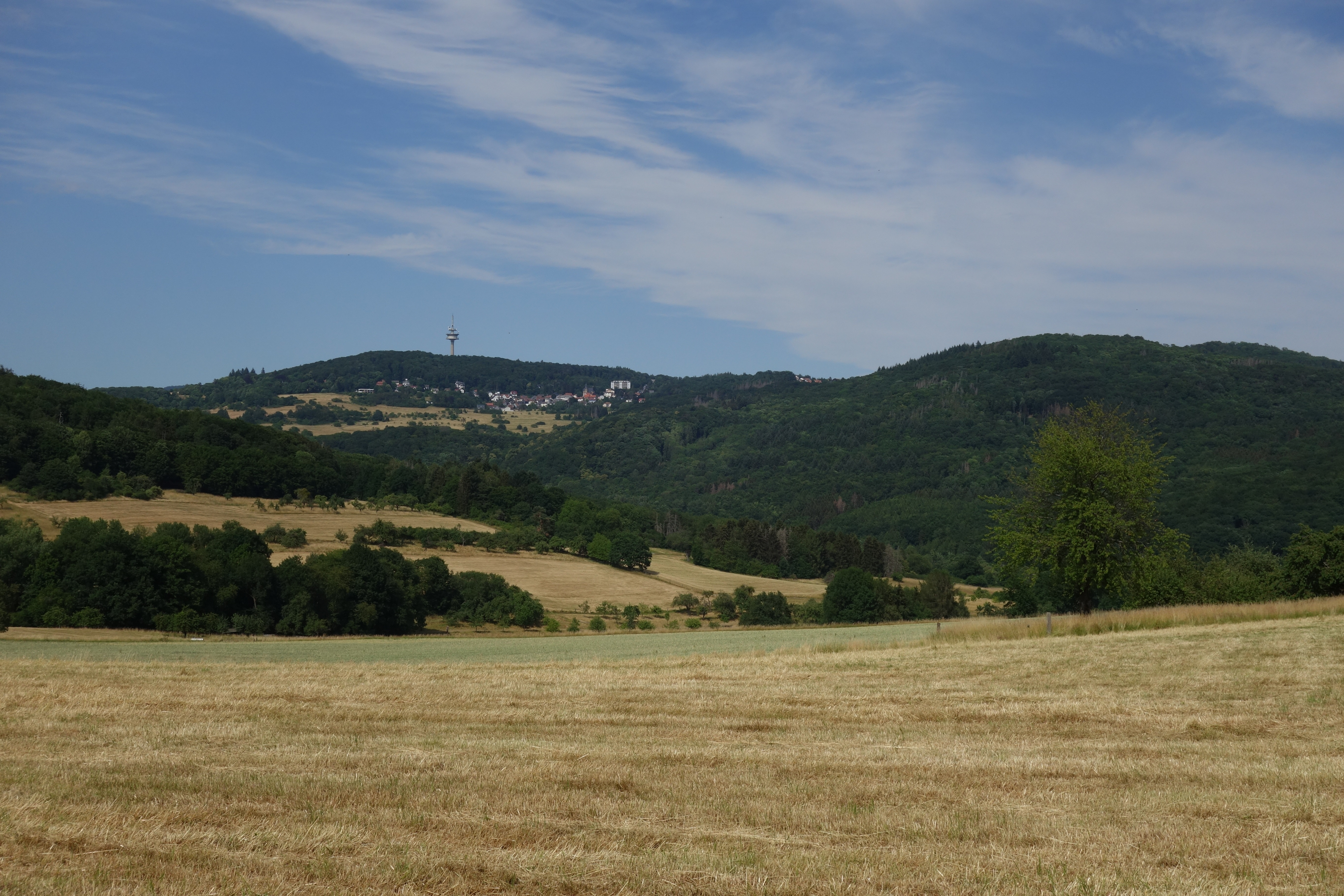
Der Atzelberg bei Eppenhain (links) ist Teil des Hohen Taunus, die Rossert-Nebenkuppe Hainkopf (rechts) zählt zum Vordertaunus.

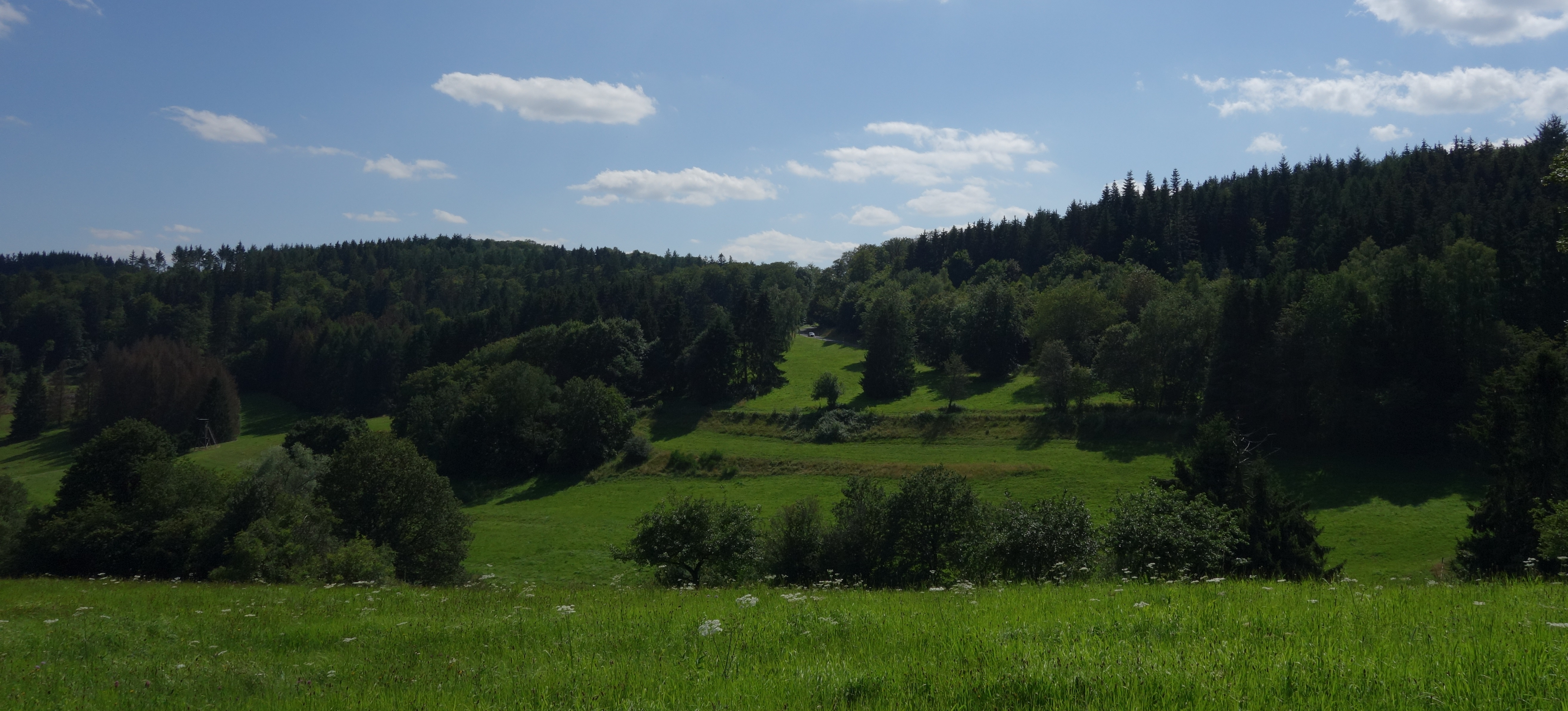
Pferdskopf-Taunus: Blick von Seelenberg zum Pass Kittelhütte zwischen Hühnerberg-Nebenkuppe Moosheck (links) und der Südkuppe des Windhain (rechts)

Der Taunus (Haupteinheitengruppe 30) gliedert sich naturräumlich wie folgt:
- 300 Vortaunus (218,90 km²)
  - 300.0 Rheingau-Wiesbadener Vortaunus (47,04 km²)
    - 300.00 Rheingau-Vortaunus (28,00 km²)
    - 300.01 Wiesbadener Vortaunus (19,04 km²)

  - 300.1 Eppstein-Hornauer Vortaunus (101,66 km²)
    - 300.10 Eppsteiner Horst (82,98 km²)
    - 300.11 Hornauer Bucht (18,68 km²)

  - 300.2 Altkönig Vorstufe (48,49 km²)
    - 300.20 Königsteiner Taunusfuß (18,29 km²)
    - 300.21 Kronberger Taunusfuß (30,20 km²)

  - 300.3 Homburger Vortaunus (21,71 km²)
- 301 Hoher Taunus (314,92 km²)
  - 301.0 Niederwald (12,87 km²)
  - 301.1 Rheingaugebirge (76,47 km²)
  - 301.2 Wiesbadener Hochtaunus (71,43 km²)
  - 301.3 Feldberg-Taunuskamm (96,95 km²)
  - 301.4 Winterstein-Taunuskamm (45,80 km²)
  - 301.5 Nauheimer Taunussporn (11,40 km²)
- 302 Östlicher Hintertaunus (825,66 km²)
  - 302.0 Wetzlarer Hintertaunus (165,88 km²)
  - 302.1 Weilburger Hintertaunus (mit Edelsberger Platte) (131,80 km²)
  - 302.2 Bodenroder Kuppen (52,70 km²)
  - 302.3 Hasselbacher Hintertaunus (169,83 km²)
  - 302.4 Münster-Maibach-Schwelle (26,30 km²)
  - 302.5 Usinger Becken (87,50 km²)
  - 302.6 Pferdskopf-Taunus (81,47 km²)
  - 302.7 Steinfischbacher Hintertaunus (110,18 km²)
- 303 Idsteiner Senke (82,63 km²)
  - 303.0 Goldener Grund (31,74 km²)
  - 303.1 Idsteiner Grund (24,39 km²)
  - 303.2 Escher Grund (10,19 km²)
  - 303.3 Idsteiner Wald (16,31 km²)
- 304 Westlicher Hintertaunus (908,38 km²)
  - 304.0 Wispertaunus (145,05 km²)
  - 304.1 Westlicher Aartaunus (82,66 km²)
  - 304.2 Bad Schwalbach-Hohensteiner Aartal (22,32 km²)
    - 304.20 Aar-Aubach-Grund (0,27 km²)

  - 304.3 Östlicher Aartaunus (184,56 km²)
  - 304.4 Oberaarmulde (23,83 km²)
  - 304.5 Zorner Hochfläche (41,64 km²)
  - 304.6 Mittelrheintaunus (109,56 km²)
  - 304.7 Unterlahnhöhen (38,19 km²)
  - 304.8 Nastätter Mulde (92,58 km²)
  - 304.9 Katzenelnbogener Hochfläche (167,99 km²)
    - 304.90 Dörsbach/Mühlbach-Wasserscheide (16,24 km²)
    - 304.91 Unteres Dörsbach-Tiefenbach-Gebiet (34,42 km²)
    - 304.92 Zentrale Katzenelnbogener Hochfläche (104,43 km²)
    - 304.93 Schiesheimer Aartalweitung (12,90 km²)

## Geologie und Bodenschätze

### Geologie

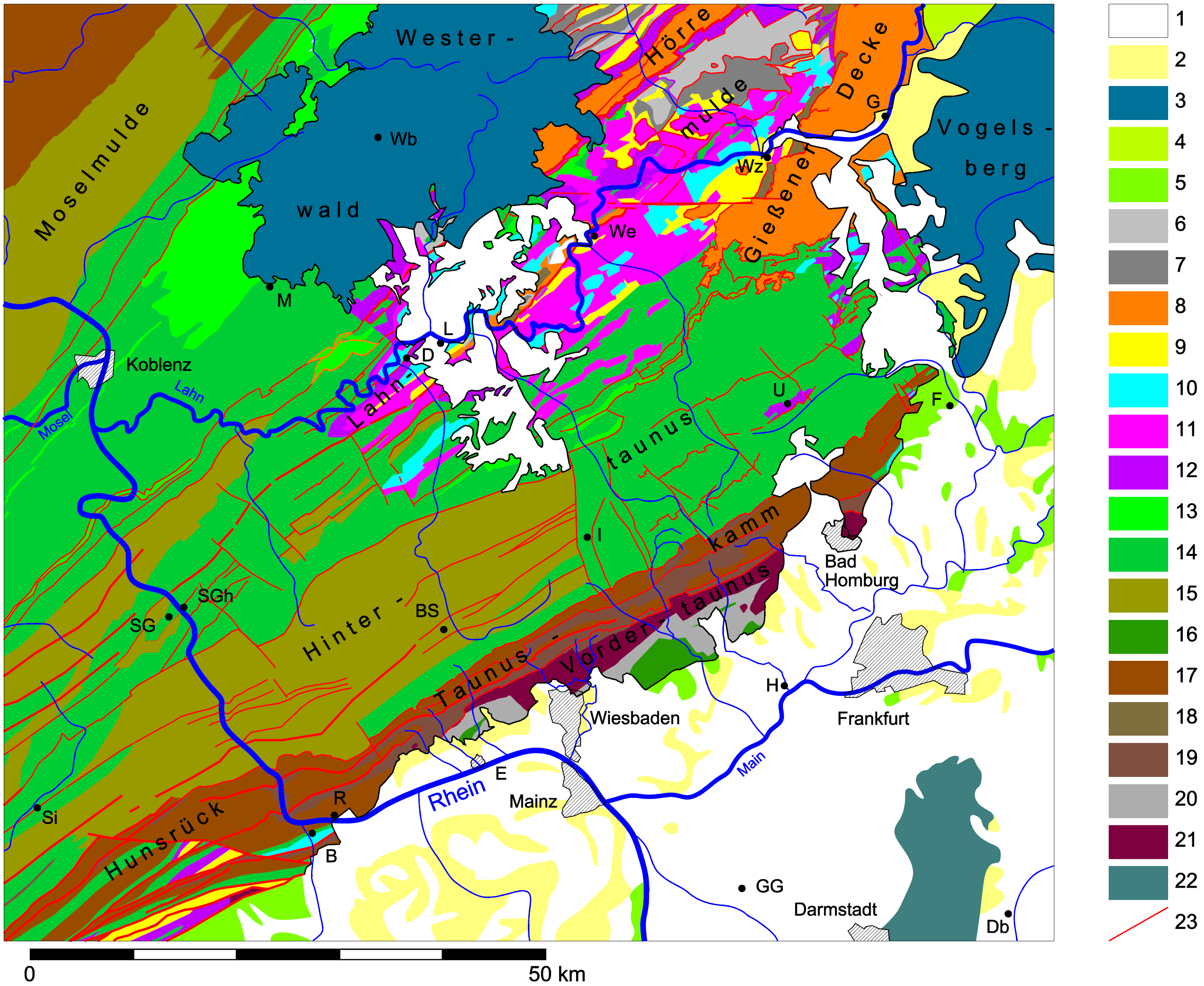
Geologische Karte des Taunus

Der Taunus wird geologisch von Süden nach Norden gegliedert in die Einheiten Vordertaunus-Einheit (auch Nördliche Phyllitzone oder Metamorphe Südrandzone), Taunuskamm-Einheit und Hintertaunus-Einheit. Südlich der Lahn hat der Naturraum Taunus schließlich Anteil an der Lahnmulde und der Gießener Decke.

#### Vordertaunus
Die Vordertaunus-Einheit ist eine schmale Zone schwach metamorpher Gesteine wie Phyllite, Grünschiefer und Serizit-Gneise. Sie sind durch Chlorit und Epidot grünlich gefärbt. Ausgangsprodukte dieser Gesteine waren Tonsteine und Vulkanite. Die im Vordertaunus vorkommenden Gesteinsschichten werden von Norden nach Süden unterteilt in die Metavulkanitfolge, die
Eppsteiner Schiefer und die Lorsbacher Schiefer.
Die ältesten Sedimentgesteine des Taunus sind die nur aus einer Bohrung in Wiesbaden bekannten Phyllite von Bierstadt aus dem unteren Ordovizium mit einem durch den Nachweis von Sporen bestimmten Alter von etwa 480 Millionen Jahren. Die Vulkanite der Metavulkanit-Einheit sind jünger, sie ließen sich mit der Uran-Blei-Datierung auf die Zeit des oberen Ordoviziums und Silurs datieren. Sie werden überlagert von den Eppsteiner Schiefern des Silur und den unterdevonischen Lorsbacher Schiefern. Ganz am Südrand und in einem kleinen Vorkommen bei Mühlbach im Osten der Vordertaunus-Einheit sind Kalksteine aufgeschlossen, die dem Mitteldevon zugerechnet werden.

#### Taunuskamm

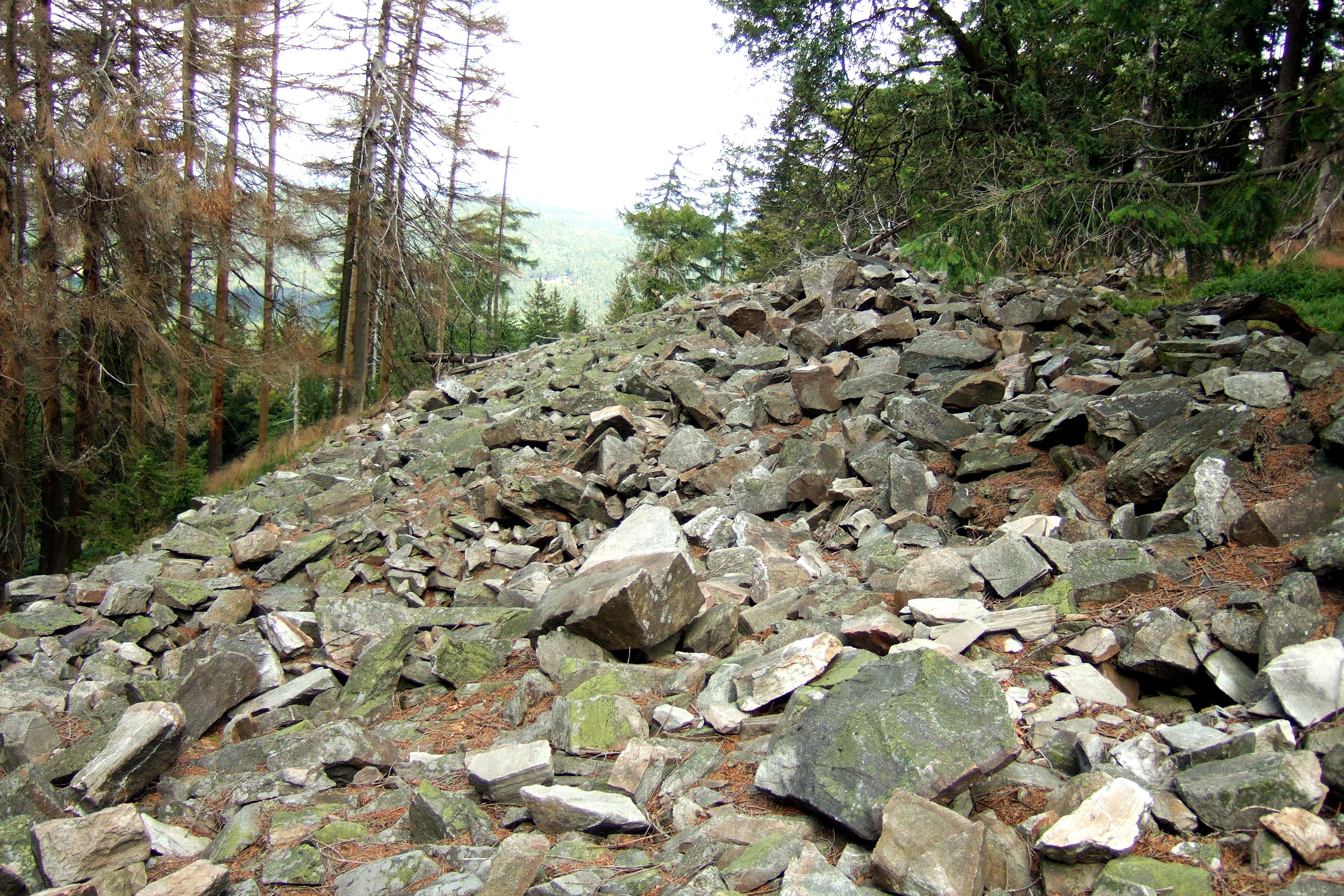
Taunusquarzit im keltischen Ringwall am Altkönig

Nördlich an den Vordertaunus grenzt die Taunuskamm-Einheit – auch Hoher Taunus genannt –, die überwiegend aus klastischen Gesteinen des Unterdevons besteht. Sie setzt sich aus den stratigraphischen Folgen Graue Phyllite, Bunte Schiefer, Hermeskeilschichten und Taunusquarzit zusammen. Das Unterlager des Unterdevons tritt nur in zwei kleinen Aufschlüssen zu Tage, es sind Metavulkanite vom Typ der im Vordertaunus auftretenden Gesteine.
Die Grauen Phyllite bestehen aus Schiefern und Sandsteinen. Sie enthalten Abdrücke von Brachiopoden und Korallen aus dem obersten Silur und wurden in flachem Wasser abgelagert. Die Tonschiefer der Bunten Schiefer sind grünlich grau oder durch fein verteilten Hämatit auffällig violett gefärbt. Agnathen (kieferlose Fische), die in den Bunten Schiefern gefunden wurden, stammen aus dem Gedinne (Lochkovium); sie zeigen genau wie die Gesteinsausbildung eine Ablagerung der Bunten Schiefer in Flüssen oder Seen. Die Gesteine der Bunten Schiefer stehen am Großen Feldberg an, wo sie zur Gewinnung von Dachschiefer in Stollen abgebaut wurden (Schiefer Stollen unterhalb Rotes Kreuz). In sie sind quarzitische Sandsteine eingelagert, aus denen der Brunhildisfelsen am Gipfel des Großen Feldberges besteht. Die Hermeskeil-Schichten sind unterhalb des Großen Feldberges aufgeschlossen und bestehen aus Tonsteinen, schwach verfestigten glimmerführenden Sandsteinen und Quarziten des Unteren Siegen (Unteres Pragium). Sie werden von mehreren 100 m mächtigen Schichten des Taunusquarzits überlagert (Mittleres Siegen, Pragium/Emsium). Das sehr verwitterungsresistente Gestein bildet viele Gipfel des Taunuskamms (Altkönig, Kleiner Feldberg, Glaskopf), aber auch einzelne Felserhebungen (wie z. B. der Hohle Stein). Die keltischen Ringwälle und die Schutthalde an der „Weißen Mauer“ am Altkönig bestehen aus Taunusquarzit. Für die Wassergewinnung lokal interessant sind die Kluftgrundwässer des Taunusquarzites. Sie werden von den unterlagernden Hermeskeilschichten gestaut und durch Grundwasserstollen gefördert. Zur Wasserversorgung Wiesbadens tragen vier derartige Grundwasserstollen in bedeutendem Umfang bei.

#### Hintertaunus

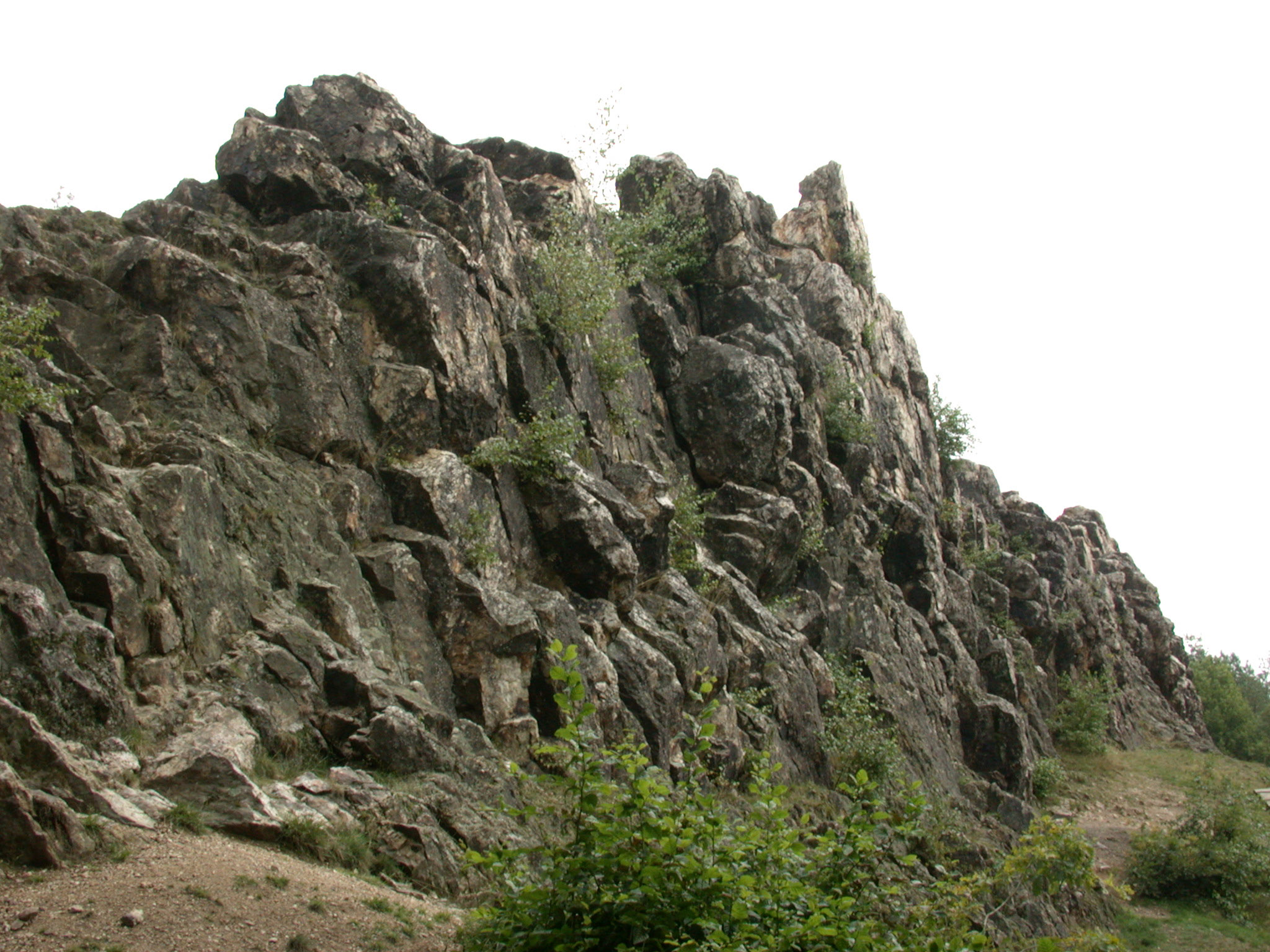
Die Eschbacher Klippen im Hintertaunus, ein von der Verwitterung herausgearbeiteter Quarzgang

Die flächenmäßig größte Einheit des Taunus, die Hintertaunus-Einheit, setzt sich vor allem aus den schwarzen Gesteinsserien des Hunsrückschiefers und den Singhofener Schichten der unteren Ems-Stufe, oft grauwackenartigen Sandsteinen sowie Silt- und Tonsteinen zusammen. Jüngere Gesteine sind hier nur in kleinen Vorkommen bei Usingen und ganz am Ostrand des Hintertaunus in der Gegend von Oberkleen aufgeschlossen. Die Geologie des Hintertaunus ist aufgrund der oft eintönigen sandigen und schiefrigen Gesteine, die nur wenige durchgängige Leithorizonte ausbilden und kaum Leitfossilien liefern, nicht so gut bekannt wie die des Vor- und Hochtaunus im Süden oder die der Lahnmulde im Norden.
Der Hunsrückschiefer bezeichnet eine vor allem im Hunsrück und Hintertaunus vorkommende Gesteinsfazies, die sich aus reinen, meist schwarzen Tonsteinen und eingelagerten Sandsteinbänken zusammensetzt und in stratigraphisch unterschiedlicher Position im Oberen Siegen und im Ems auftritt. Die Hauptmasse des Hunsrückschiefers wird der Ulmen-Unterstufe zugerechnet. Er ist bekannt für seine außerordentlich gut erhaltenen Fossilien und lokal gut für die Verwendung als Dachschiefer geeignet. Im westlichen Hintertaunus lassen sich die fast sandfreien Hunsrückschiefer gut von den sandigen Gesteinen der Singhofener Schichten trennen, im Osten treten Gesteine in der Fazies der Hunsrückschiefer zurück. In die Singhofener Schichten eingeschaltet sind umgelagerte vulkanische Tuffe und Aschen, die sogenannten Porphyroide, sie lassen sich zum Teil über mehrere Zehner Kilometer verfolgen.
Das Mitteldevon bis Unterkarbon der Usinger Mulde ist insgesamt nur etwa 250 m mächtig und stark tektonisch gestört, in der Lahnmulde und Dillmulde vorkommende typische Gesteine dieser Zeit wie Schalstein, Massenkalk und Deckdiabas fehlen hier. Die hier und an anderen Stellen im östlichen Hintertaunus auftretenden Grauwacken sind anhand ihrer Zusammensetzung nicht oder kaum von den karbonischen Kulm-Grauwacken zu unterscheiden und werden von einigen Wissenschaftlern als Reste der Gießener Decke angesehen.

#### Geologischer Bau
Die Schichtfolgen des Taunus wurden im Zuge der variszischen Orogonese geschiefert, verschuppt und in Südwest-Nordost streichende Sättel und Mulden gefaltet. Die Falten sind überwiegend nordwestvergent. Verbreitet wurden die Gesteinsserien nach Nordwesten auf jüngere überschoben. So ist an der Störungszone der Taunuskamm-Überschiebung der südliche Taunus in seiner ganzen Länge deckenartig auf Gesteine des jüngeren Unterdevons überschoben worden. Von noch größerem Ausmaß ist die heute flach liegende Überschiebung der Gießener Decke auf Gesteine des Hintertaunus und der Lahnmulde. Ihre Gesteine kommen sonst im Taunus nicht vor, sie müssen noch südlich des Vortaunus abgelagert worden sein und wurden mindestens 25 km über Taunus und Hintertaunus überschoben, aufgrund großräumiger Betrachtungen möglicherweise noch deutlich mehr. Zusätzlich zur Deformation der Schichten sind diese im Vordertaunus deutlich metamorph – letzteres nimmt nach Norden deutlich ab.
In späteren Hebungsphasen zwischen dem späten Jura und dem Tertiär wurden Querbrüche senkrecht zum Streichen angelegt. So teilt der Grabenbruch der Idsteiner Senke den Hintertaunus in einen östlichen und westlichen Teil, in ihrer Fortsenkung gliedert das Limburger Becken die Lahnmulde. Einige der Brüche sind heute mit Quarz gefüllt. Die frei stehenden Felsen der Eschbacher Klippen bei Usingen sind ein solcher durch Erosion freigelegter Quarzgang (Härtling). Dieser auch als Usinger Quarzgang bezeichnete Gang lässt sich über eine Länge von etwa 12 km verfolgen und ist damit nach dem Bayerischen Pfahl einer der längsten deutschen Quarzgänge.

### Bodenschätze
Der nordwestliche Teil des Östlichen Hintertaunus (Langhecker Lahntaunus), der zum Weilburger Lahntalgebiet überleitet, gehört geologisch gesehen zur Lahnmulde und ist durch seinen Magmatismus reich an Bodenschätzen aus dem Mitteldevon wie Eisen in Form von Roteisenstein mit bis zu 50 Prozent Eisenanteil, oder Flusseisenstein mit bis zu 35 % Eisen, sowie Silbererz, Dachschiefer und Diabas. Das Erz wurde hier wie im Montangebiet Lahn-Dill in zahlreichen Bergwerken abgebaut; einige wurden zu Besucherbergwerken umgebaut. Der vom 17. bis zum 20. Jahrhundert betriebene Bergbau ist heute eingestellt. Im Osttaunus zwischen Idstein im Westen und Usingen im Osten kam es vom späten Mittelalter bis ins frühe 20. Jahrhundert in einer Vielzahl von Gruben zu einem unterschiedlich intensiven Bergbau auf postvaristischen, das heißt erst nach der varistischen Gebirgsbildung im späten Jura bzw. der frühen Kreidezeit gebildeten Erzgängen. Das letzte aktive Blei- und Silbererzbergwerk, die Grube Bleierzwerk Heftrich mit den Stollen Hannibal und Hasdrubal wurde um 1924 eingestellt. In den 1980er-Jahren durchgeführte Aufschlussbohrungen des Hessischen Landesamts für Bodenforschung erbrachten keine Hinweise mehr auf bauwürdige Vorkommen.
Der Taunusquarzit wurde wegen seiner Härte früher vielfach abgebaut, aktuell ist nur noch ein Steinbruch bei Köppern in Betrieb. In dem zum Taunus gehörenden Teil der Lahnmulde sind heute noch einige Kalk- und Diabas-Steinbrüche in Betrieb. Darüber hinaus finden sich zahllose kleinere Steinbrüche zur Versorgung der örtlichen Bevölkerung mit Bausteinen.

## Oberflächenformen

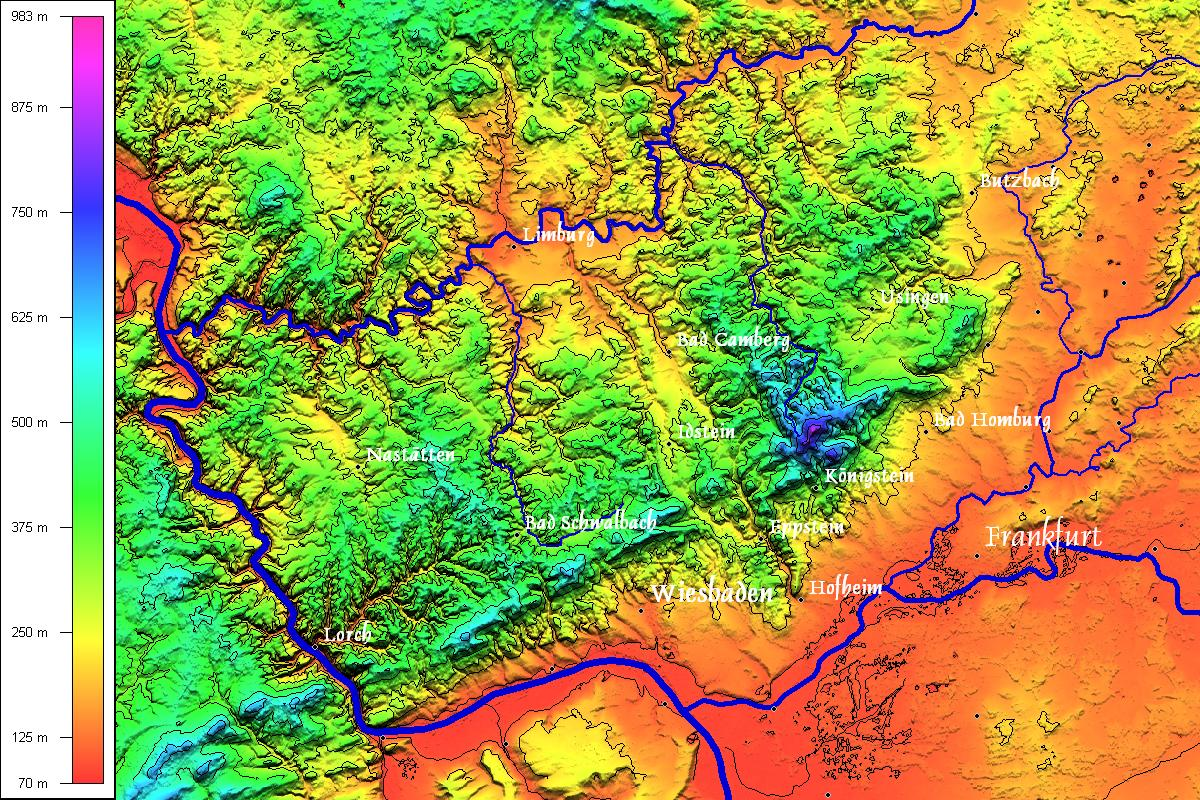
Das Relief des Taunus und der umgebenden Landschaften

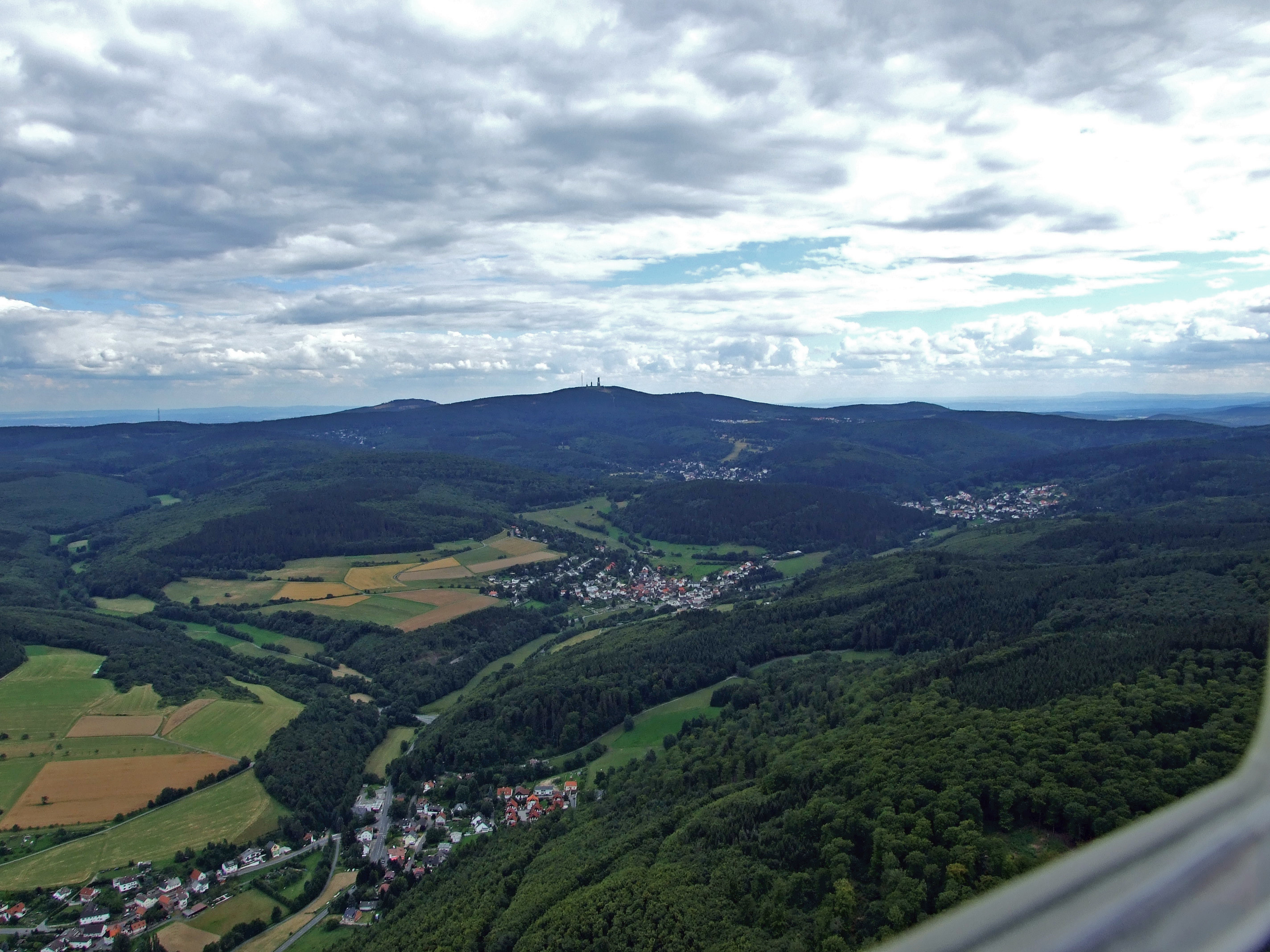
Panorama des Hochtaunus vom östlichen Hintertaunus

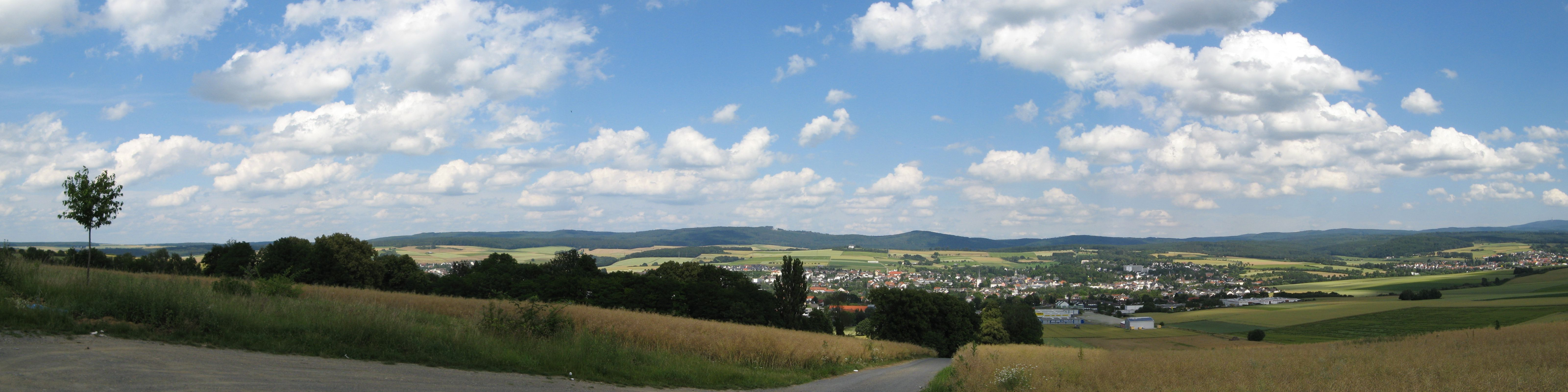
Panoramaaufnahme des Taunus von Bad Camberg aus

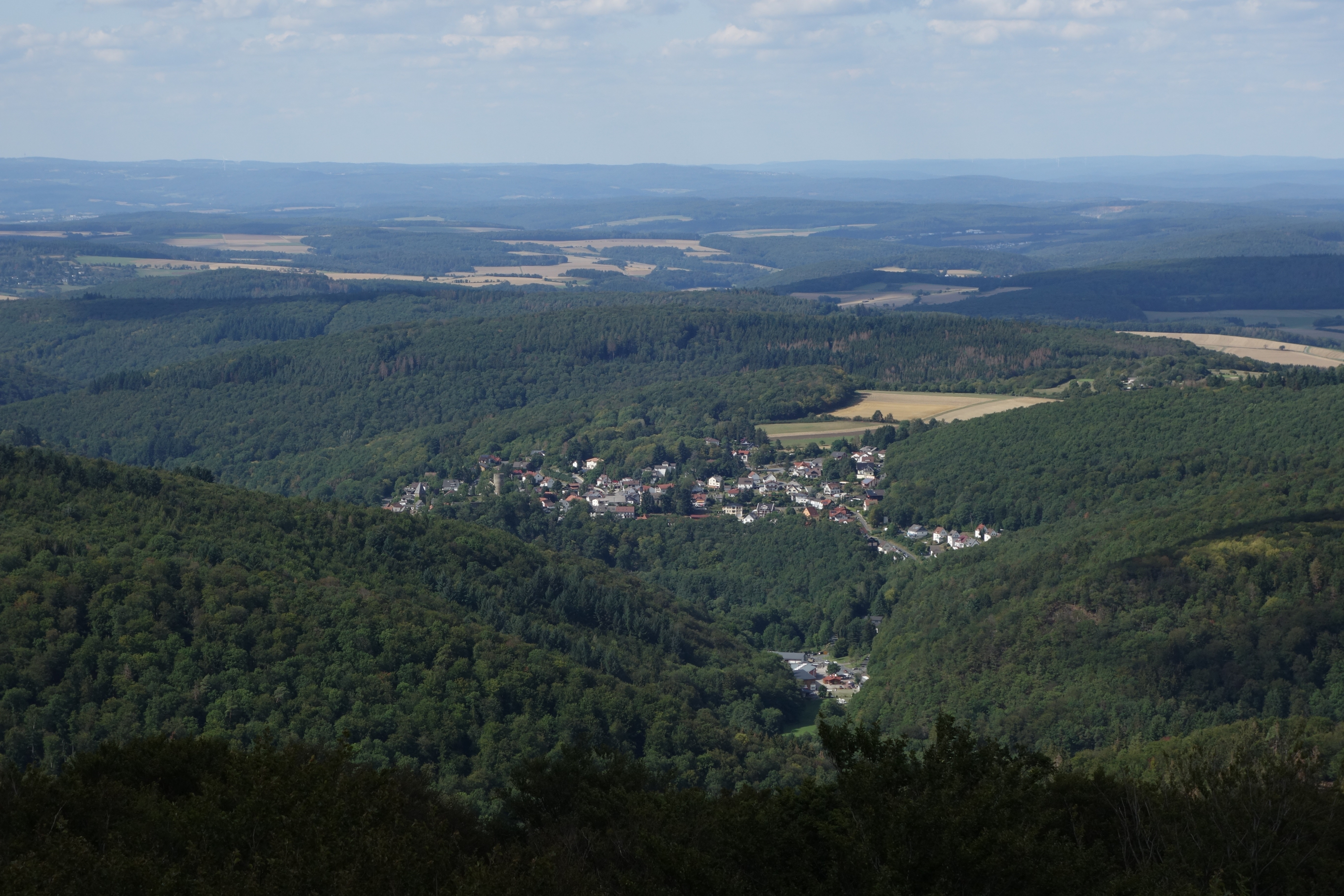
Blick vom Pferdskopf auf Altweilnau und die nach Norden abflachende Feldberg-Langhals-Pferdskopf-Scholle

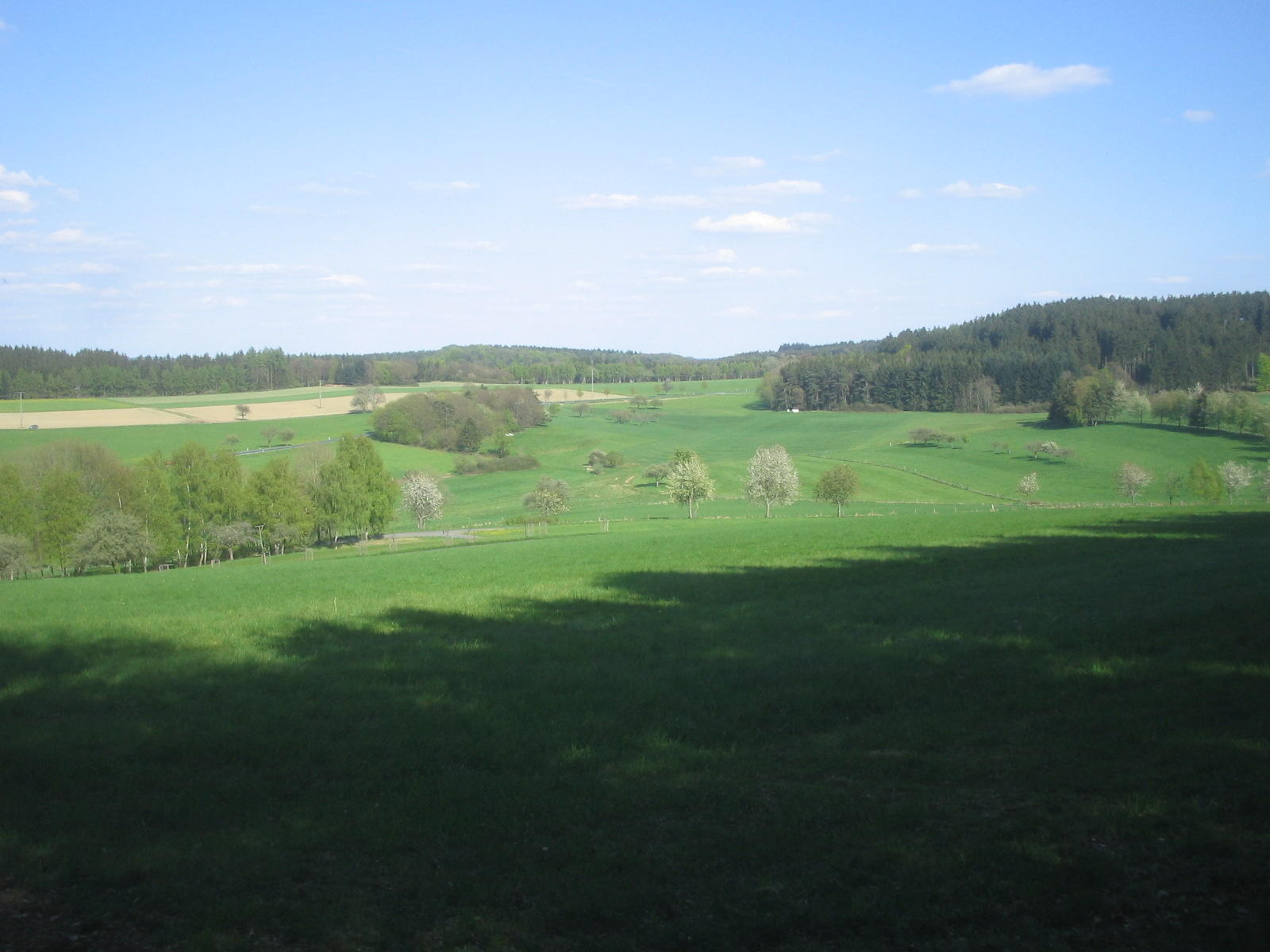
Frühlingslandschaft im östlichen Hintertaunus in der Nähe von Haintchen und Hasselbach

Panoramaaufnahme des Taunus nahe Wehrheim

Die Oberflächengestaltung (Relief) erst lässt den Taunus als Mittelgebirge erscheinen, wobei ausgeprägte und scharfe Formen fehlen. Das Relief ist Ergebnis der erdgeschichtlichen Entwicklung und steht in engem Zusammenhang mit den das Gebirge aufbauenden Gesteinen. Das Relief bestimmt andere landschaftliche Erscheinungen, wie in erster Linie das regionale Klima, das Gewässernetz und die Bodenverhältnisse, maßgeblich mit. Auch kulturlandschaftliche Elemente, wie die landwirtschaftliche Nutzung, der Verkehr und die Besiedlung, stehen im Zusammenhang mit dem Relief.
Der Taunus insgesamt zeigt das typische Bild einer Pultscholle, im Süden einen starken Anstieg bis zur Kammhöhe und einen langsamen Abfall zum Lahntal in nördlicher Richtung hin. Er hebt sich aus südlicher Richtung betrachtet markant vom Vorland ab, so dass er etwa vom Rhein oder Main aus betrachtet als beeindruckender Gebirgszug erscheint. Vom Rheingau bzw. dem Main-Taunusvorland (150 m bis 250 m) erreicht der Taunus schnell Höhen von 600 bis über 800 m, um dann langsam wieder auf Höhen bis um 300 m abzufallen. Der Hauptkamm erstreckt sich in südwest-nordöstlicher Richtung vom Niederwald bei Rüdesheim bis Bad Nauheim in einer Länge von 75 km, wobei er im Bereich des Feldbergmassivs die höchsten Höhen erreicht. Der Kamm selbst ist in mehrere unterschiedlich hoch gelegene Schollen gegliedert. Im Westen finden sich das Rheingaugebirge und der Wiesbadener Hochtaunus, die Höhen bis knapp über 600 m erreichen. Östlich schließt sich bei Niedernhausen eine Störungszone an, die die Kammlinie unterbricht. Hier im Bereich des Eppsteiner Horstes ist die Kammscholle auf Höhen bis um 500 m abgesunken. Nordöstlich setzt sich der Kamm im Feldbergtaunus fort – mit dem Großen Feldberg (880 m) als der höchsten Erhebung. Zur Wetterau fällt der Kamm wieder auf Höhen um 500 m ab. An vielen Stellen erscheint die Kammlinie deutlich in zwei kammparallel verlaufende Rippen gegliedert, die durch weite Täler voneinander getrennt werden. Schön zeigt sich dies im Naturschutzgebiet Theißtal von Niedernhausen, das die Form eines tief eingeschnittenen Kerbtals hat. Viele Gewässer schneiden sich dem Gefälle zum Vorland folgend tief in den Hauptkamm ein, nur selten wird er durchbrochen, wie dies beeindruckend das Walluftal bei Schlangenbad und das Erlenbachtal bei Köppern zeigen.
Dem Taunushauptkamm ist im Süden etwa im Bereich Wiesbaden bis Friedrichsdorf ein Vorgebirge angelagert, dessen Zentralteil der Eppsteiner Horst darstellt. Der Vortaunus hebt sich mit Höhen von 200 bis maximal 500 m deutlich vom vorgelagerten Taunusvorland ab und ist selbst stark in viele Riedel und Kuppen zerlegt. Das Taunusvorland östlich des Eppsteiner Horstes reicht mit mehreren Buchten in den Vortaunus. Deutlich zeigen dies beispielsweise die Hornauer Bucht bei Kelkheim und die Homburger Bucht bei Bad Homburg. Der Eppsteiner Horst ragt weit nach Süden in das Taunusvorland und hebt sich deutlich von ihm ab. Seine Verwerfungslinien setzen sich nach Norden im Bereich der Idsteiner Senke fort.
Der vom Taunuskamm zur Lahn sich allmählich senkende Gebirgsteil wird als Hintertaunus bezeichnet. Wenn von der langsam zum Lahntal hin sich absenkenden Rumpffläche gesprochen wird, so sind die zwischen den Tälern liegenden Hochflächen gemeint, die in erdgeschichtlicher Vergangenheit einst eine zusammenhängende flachwellige Ebene bildeten. Diese Hochflächen liegen nordwestlich des Hauptkammes in der Regel in einer Höhenlage von 350 m bis 450 m und senken sich zum Lahntal auf Höhen von 250 bis 300 m ab. Die ehemalige Rumpffläche ist durch die Gewässer des Hintertaunus stark in Riedel, Kuppen und Rücken zerlegt. Die Wisper und ihre Nebenflüsse haben sich im Westlichen Hintertaunus tief in die Rumpffläche eingeschnitten und ein dichtes Talnetz erzeugt, das die kaum noch vorhandenen Hochflächen trennt. Vollkommen aufgelöst sind die Hochflächen im Bereich der Idsteiner Senke, die sich als flachwellige Hügellandschaft zwischen den Östlichen und den Westlichen Hintertaunus schiebt.
Die alte Rumpffläche des Westlichen Hintertaunus zeigt sich einheitlicher als die des Östlichen Hintertaunus, der durch mehrere von Nordwesten nach Südosten verlaufende Verwerfungen stärker in Schollen zerlegt ist. Östlich der Idsteiner Senke steigt die Landschaft an der Emsbachverwerfung in zwei Stufen zum Pferdskopf-Bergland an, das als markante Hochscholle in nordöstlicher Richtung an den Feldbergtaunus anschließt und mit Höhen von 600 m bis 700 m das Rheingaugebirge an Höhe noch übertrifft. Der übrige Östliche Hintertaunus zeigt sich weniger bergig und flacht nach Nordosten zur Lahn und nördlichen Wetterau merklich ab. Östlich der Pferdskopf-Scholle schließt mit einer deutlichen Verwerfung das Usinger Becken an, welches im Vergleich zu den umgrenzenden Schollen stark eingesunken und weniger bergig erscheint. Umgebende Schollen, die sich durch steile Hänge von der Tiefscholle absetzen, überragen das Becken zum Teil um mehrere 100 m.

## Klima
Der Taunus ist durch die Lage in der Westwindzone mit einem relativ milden subozeanischen Klima geprägt. Es herrschen milde Winter und kühle Sommermonate vor. Klimatisch lässt sich das Mittelgebirge grob in drei Klimabereiche untergliedern. Dies ist der kühlere und niederschlagsreiche Hochtaunus in der Kammzone, die klimatisch begünstigten Gebiete des Vordertaunus, der Mainebene, des Rheingaus und der Idsteiner Senke und der mehr rau bis gemäßigt erscheinende Hintertaunus.
Die Jahresmitteltemperaturen schwanken im Taunus zwischen 5,5 und 10,5 °C. Liegen die Temperaturwerte im Hochtaunus zwischen 5,5 und 7 °C im Jahresdurchschnitt, so erhöhen sie sich im Taunusvorland und der Mainebene sowie dem unteren Lahngebiet auf 9 bis 10 °C, im Rheingau sogar auf 10,5 °C. Im Hintertaunus werden nur 7,5 bis 8,6 °C im Jahresmittel gemessen, ein Wert der jedoch in der Idsteiner Senke und im Limburger Becken auf 8,5 bis 9 °C ansteigt. Das Klima in den Teilräumen des Taunus ist von den Temperaturdaten her gesehen sehr unterschiedlich. Der Taunuskamm, der sich nach Nordwesten und Norden als offene Flanke darstellt, kann als eine Art Klimascheide angesehen werden, wobei vor allem auch die Höhenlage ihrem Einfluss ausübt.
Die Klimagunst des Vordertaunus, der Main-Taunus-Ebene samt dem Rheingau und dem Lahn-Mündungsgebiet, ergibt sich aus der Öffnung des Raumes nach Süden und Westen. Das ganze Taunusvorland und der Rheingau zählen zur Oberrheinebene, die sich in der Wetterau fortsetzt.

Bei der Zahl der Sommertage ergibt sich auch ein deutlicher Unterschied zwischen dem Taunuskamm sowie dem Hintertaunus und dem Taunusvorland. Auf das Gebiet südlich des Taunuskamms entfallen 35 bis 55 Sommertage, auf den Hochtaunus 10 bis 30 und den Hintertaunus 20 bis 30 im langjährigen Mittel. Die klimatische Begünstigung zeigt sich auch in der hohen Zahl an heiteren Tage, die im Vordertaunus und im Main-Taunus-Bereich mit 40 bis 50 erheblich höher liegt als im Hintertaunus, wo sie nur 30 bis 40 Tage erreicht. Die mittlere tägliche Sonnenscheindauer beträgt in den südlich des Taunuskamms gelegenen Teilbereichen 7,4 bis 7,5 Stunden, im Hoch- und Hintertaunus jedoch nur 6,8 bis 7,2 Stunden.
Der Taunuskamm ist auch auf die Niederschlagsmenge gesehen eine Scheidlinie. Das Gebiet von der Wetterau bis in die Oberrheinische Tiefebene weist mehr kontinentale Züge auf, das heißt relativ trockene Sommer und feuchte, mildere Winter. Es fallen hier nur etwa 550 bis 600 mm Niederschlag. Im Bereich der Taunushänge (Vordertaunus) steigen sie auf 650 bis 700 mm an. Der Hochtaunus, ab Höhenlagen über 600 m Höhe, hat mit 800 bis 1000 mm die höchsten Niederschlagswerte des Taunus, die vor allem das Ergebnis des Steigungs-, aber auch Frontregens, sind. Im Gebiet des Hintertaunus, auf den nördlichen Hochflächen zur Lahn, liegt die Niederschlagsmenge zwischen 650 und 700 mm. In südlicher Richtung, zum Taunuskamm, steigt der Wert auf den Hochflächen und Hochschollen von Feldberg-Langhals-Pferdskopf-Scholle (Pferdskopf-Taunus) im östlichen Hintertaunus und dem Kemeler Rücken (Westlicher Aartaunus) im westlichen Hintertaunus auf 700 bis 800 mm. Im zentralen Wurzelbereich des Pferdskopf-Taunus, in der Umgebung des Pferdskopf, werden 800 bis 900 mm erreicht. In der zwischen östlichen und westlichen Hintertaunus gelegenen Idsteiner Senke (Goldenen Grund) sind es 590 mm.

## Gewässer und Heilquellen im Taunus
Wichtige Fließgewässer im östlichen Hintertaunus sind zur Lahn hin Weil und Solmsbach. Entwässert wird die Idsteiner Senke nach Nordwesten zur Lahn hin durch Emsbach und Wörsbach. Aus dem Usinger Becken entwässert die Usa zur Wetterau hin. Der westliche Hintertaunus ist nach Norden zur Lahn hin von deren Zuflüssen Aar, Dörsbach und Mühlbach tief zertalt. Noch ausgeprägter und weiter entwickelt ist das Talsystem der Wisper, welche die südlichen Teile des Westlichen Hintertaunus nach Westen zum Rhein hin entwässert. Weitere Fließgewässer sind Schwarzbach, Fischbach, Liederbach und Erlenbach im Vortaunus, die in den Main münden.
An stehenden Gewässer, Weihern und Seen ist der Taunus vergleichsweise arm. Größere stehende Gewässer im östlichen Hintertaunus sind der Bärenfichtenweiher bei Schmitten, der Möttauer Weiher bei Möttau, der Hattsteinweiher bei Usingen, der Meerpfuhl bei Merzhausen und der Grünwiesenweiher bei Neu-Anspach. Im westlichen Hintertaunus liegt im Wispertal der Wispersee in der Nähe von Nauroth.
Von großer Bedeutung sind die Vorkommen an Mineral- und Heilquellen. Dadurch gibt es auch eine Reihe von bedeutenden Heilbädern im und um den Taunus. Der Begriff Selterswasser (nach den Quellen in Niederselters) ist in der ganzen Welt ein Synonym für kohlensäurehaltiges Mineralwasser.
Die Quellen in Schlangenbad und Wiesbaden wurden bereits von den Römern genutzt. Die Quellen von Bad Schwalbach (früher Langenschwalbach) wurden erstmals im 16. Jahrhundert erwähnt, Bad Ems wurde seit dem 17. Jahrhundert eines der bekanntesten Heilbäder in Deutschland, und auch die Quellen von Bad Weilbach und Kronberg waren zeitweise weit berühmt. Im 19. Jahrhundert wurden Wiesbaden (seit Mitte des 19. Jahrhunderts sogar als Weltkurstadt betitelt), Bad Homburg vor der Höhe, Bad Nauheim, Bad Soden am Taunus und Bad Ems zu mondänen Kurorten, in denen sich alljährlich die europäische Aristokratie traf.

## Politische Gliederung
Das Mittelgebirge befindet sich im Wesentlichen auf hessischem Territorium, der nordwestliche Teil gehört zu Rheinland-Pfalz. Der Taunus erstreckt sich über die Landkreise Hochtaunuskreis, Limburg-Weilburg, Lahn-Dill-Kreis, Wetteraukreis, Main-Taunus-Kreis, Rheingau-Taunus-Kreis und Rhein-Lahn-Kreis sowie Teile der Städte Wiesbaden und Frankfurt am Main.

## Der Taunus in der Geschichte

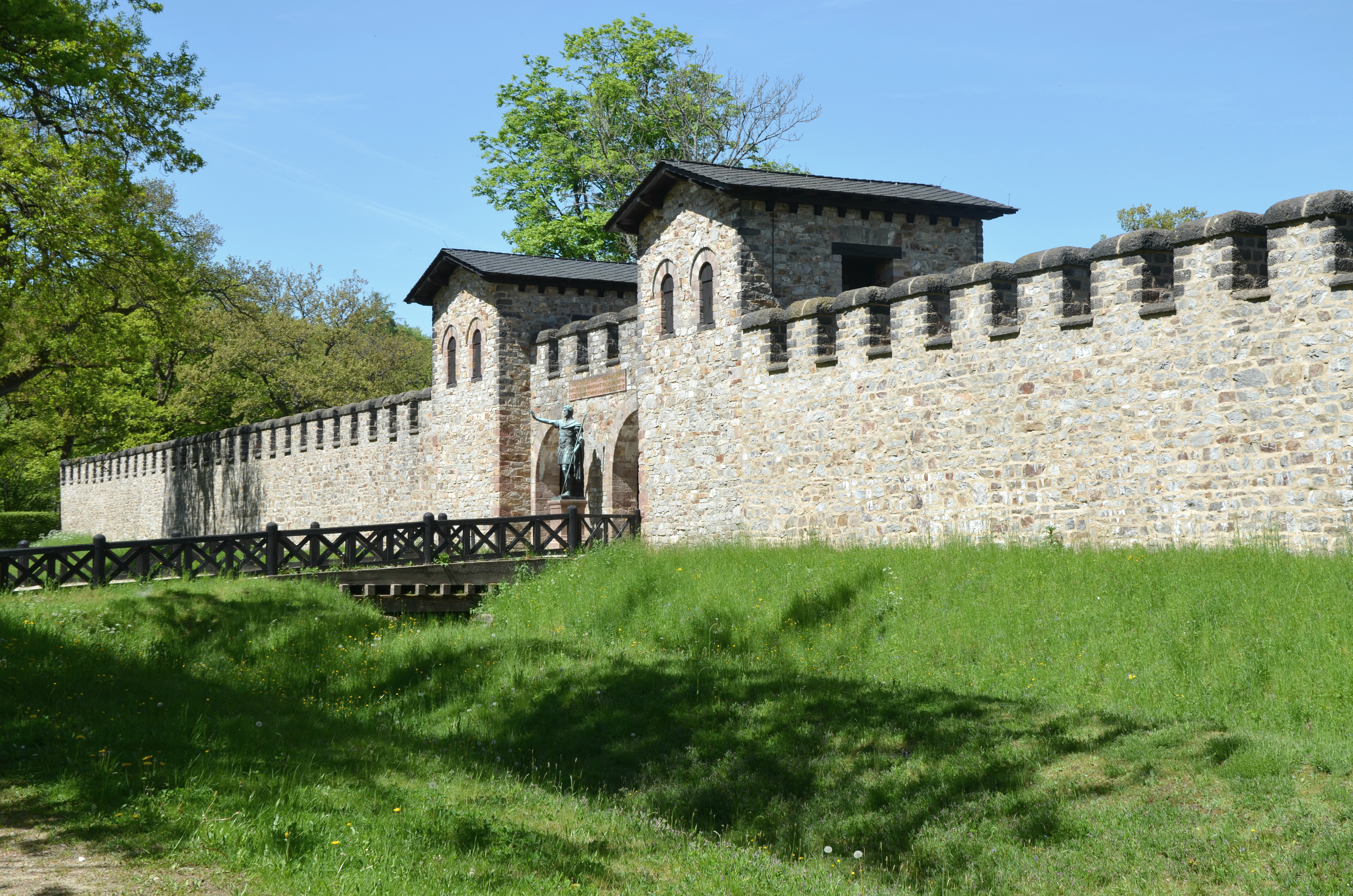
Kastell Saalburg, Hauptportal, Mai 2017

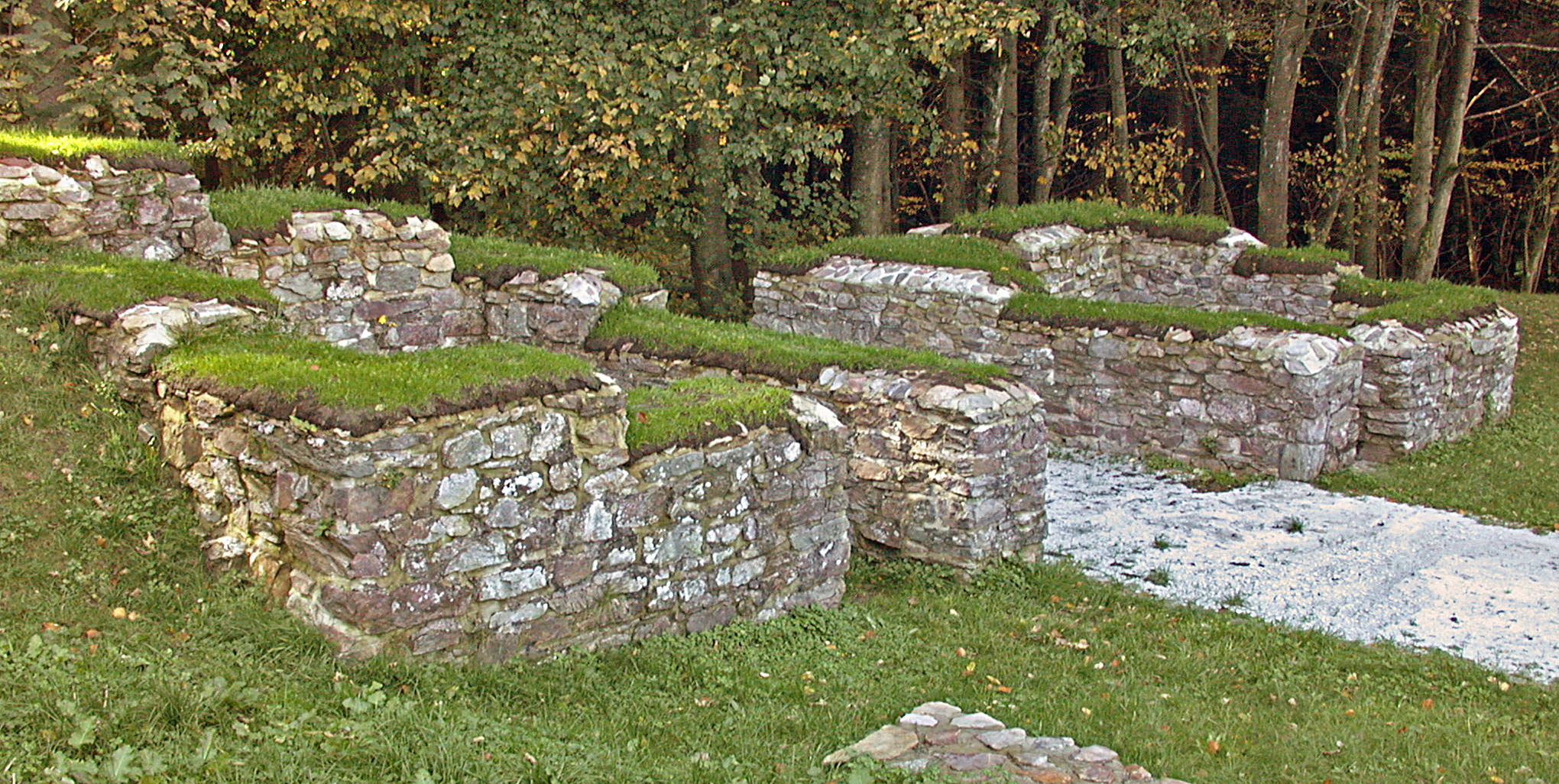
Kastell Kleiner Feldberg

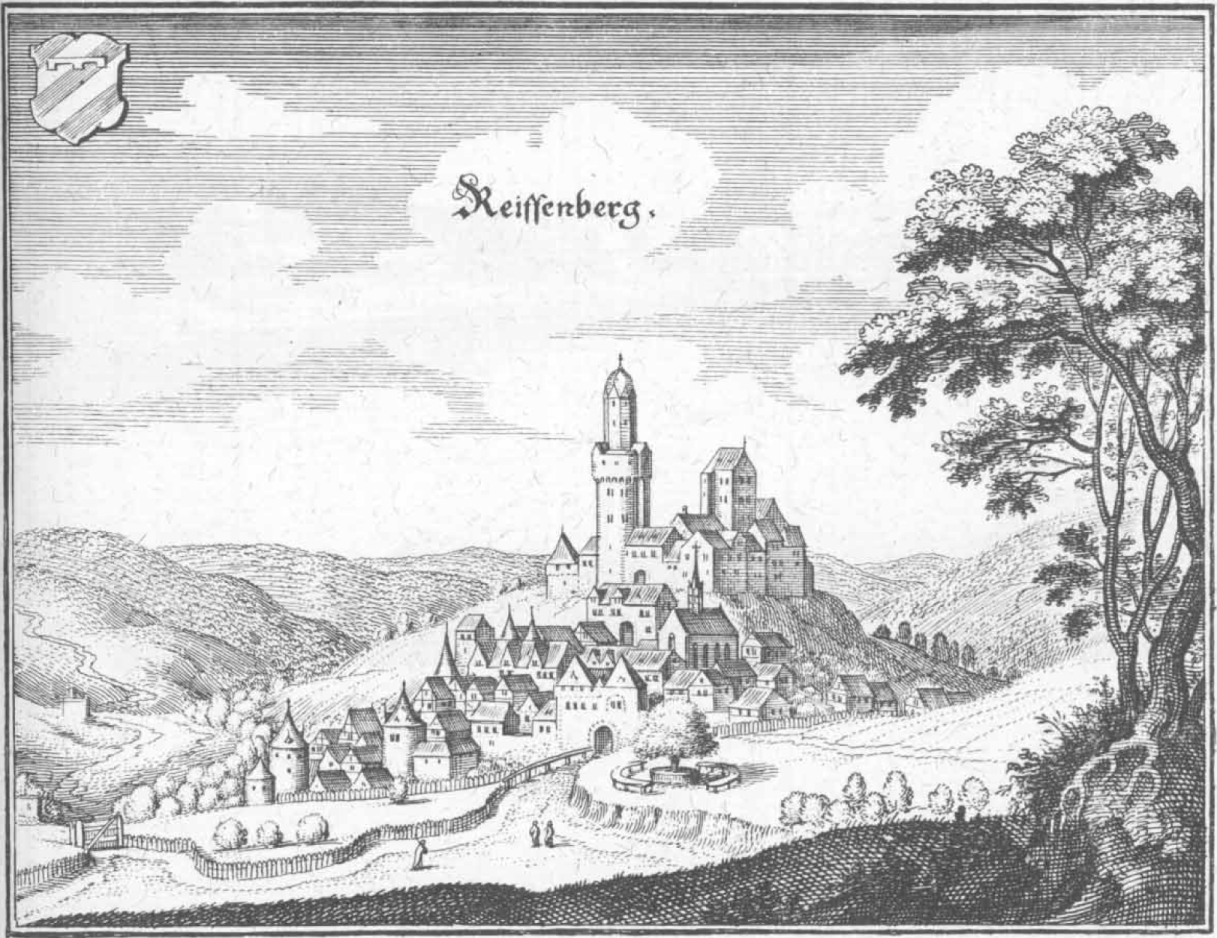
Kupferstich der Burg Reifenberg aus dem 17. Jahrhundert

### Frühgeschichte
Die frühsten Anzeichen menschlicher Besiedlung im Taunus stammen aus der Jungsteinzeit, wie die Überreste des Ringwalls auf dem Kapellenberg bei Hofheim, die der Michelsberger Kultur zuzuordnen sind. Bei Wehrheim sind Grabhügel der mittleren bis jüngeren Urnenfelderkultur (10./11. Jahrhundert v. Chr.) entdeckt worden. Einige der archäologischen Funde sind im Heimatmuseum Wehrheim zu besichtigen. Nordwestlich von Bad Homburg befindet sich der Bleibeskopf, auf dem in einem von einem Ringwall eingeschlossenen Terrain Spuren von Besiedlung von der Wende der Bronze- zur Eisenzeit gefunden wurden. Von Archäologen dort gefundene Gegenstände, welche auf das 9./8. Jahrhundert v. Chr. datiert wurden, werden im Saalburgmuseum und im Vortaunusmuseum (Oberursel (Taunus)) ausgestellt.
Später lebten Kelten im und am Taunus. Ringwallanlagen auf dem Altkönig (798,2 m) wurden um 400 v. Chr. datiert. Auf dem Eichelberg bei Rod an der Weil ist ebenfalls eine Ringwallanlage, die sogenannte Rentmauer erhalten, und auf dem Hühnerküppel sind Spuren keltischer Besiedlung gefunden worden. Um dieselbe Zeit könnten die alten Höhenwege der Rennstraße, Hühnerstraße und Hessenstraße entstanden sein, an deren Seiten oft Hügelgräber zu finden sind. In der Nähe von Wilhelmsdorf bei Usingen ist ein Hügelgräberfeld archäologisch untersucht worden. In der spätkeltischen Zeit um das 2. und 1. Jahrhundert v. Chr. war das Heidetränk-Oppidum bei Oberursel eine der vier größten keltischen Städte Europas.

### Altertum und Mittelalter
Vom 1. bis 3. Jahrhundert verlief auf dem Taunuskamm der heute stellenweise noch sichtbare Obergermanisch-Raetische Limes, der 2005 von der UNESCO als Bodendenkmal in die Liste des Weltkulturerbes aufgenommen wurde. Römische Quellen berichten vom Volksstamm der Mattiaker, einem Teilstamm der Chatten in dieser Region.
Die Franken besiedelten nach dem Untergang des Weströmischen Reiches ab dem 4. Jahrhundert den Taunus. Im Vordertaunus wurden einige aus dem Frühmerowingischen bis zur Karolingerzeit stammende Gräberfelder entdeckt. Wenig später tauchten die ersten urkundlichen Belege für dortige Siedlungen auf, so dass eine zeitlich lückenlose Besiedlung des Vordertaunus wahrscheinlich ist.
Der Name des Höhenzuges war bis in das späte 18. Jahrhundert schlicht und völlig unspezifisch „die Höh(e)“, er hat sich in den Ortsnamen Bad Homburg vor der Höhe und Rosbach vor der Höhe erhalten. Das lateinische „Taunus“ rührt von Tacitus her, der in seinem Werk Annales von einem „castellum in monte tauno“ schrieb, das vermutlich das heutige Friedberg bezeichnete. Friedrich V. von Hessen-Homburg ordnete die Umbenennung in einer Zeit an, in der die Oberschicht im Klassizismus vom Altertum schwelgte. Über den Ursprung und die Bedeutung des Namens herrscht Uneinigkeit, einige gehen vom keltischen Dün oder Tun aus (Höhe, Zaun), andere meinen, in *tēu-/*təu sei die Bedeutung zu suchen. Die Bedeutung der indogermanischen Sprachwurzel lässt sich mit „schwellen“ oder „anhäufen“ umschreiben. Erstmals in einer Schriftquelle wird der Taunus im Jahr 43/44 n. Chr. bei Pomponius Mela genannt.
Vom Jahre 1806 bis 1866 gehörte der überwiegende Teil des Taunus zum Herzogtum Nassau, dessen Stammland sich an der Lahn befand. Nach dem Preußisch-Österreichischen Krieg 1866/1867 fielen das Herzogtum Nassau und die Gebiete der erst 1866 an Hessen-Darmstadt heimgefallenen Landgrafschaft Hessen-Homburg – und damit der komplette Taunus – an Preußen und wurde Teil der neu gebildeten Provinz Hessen-Nassau. Seit 1946 befindet sich der Taunus zum großen Teil in Hessen, weitere Teile gehören zu Rheinland-Pfalz.

## Sehenswürdigkeiten

### Natur

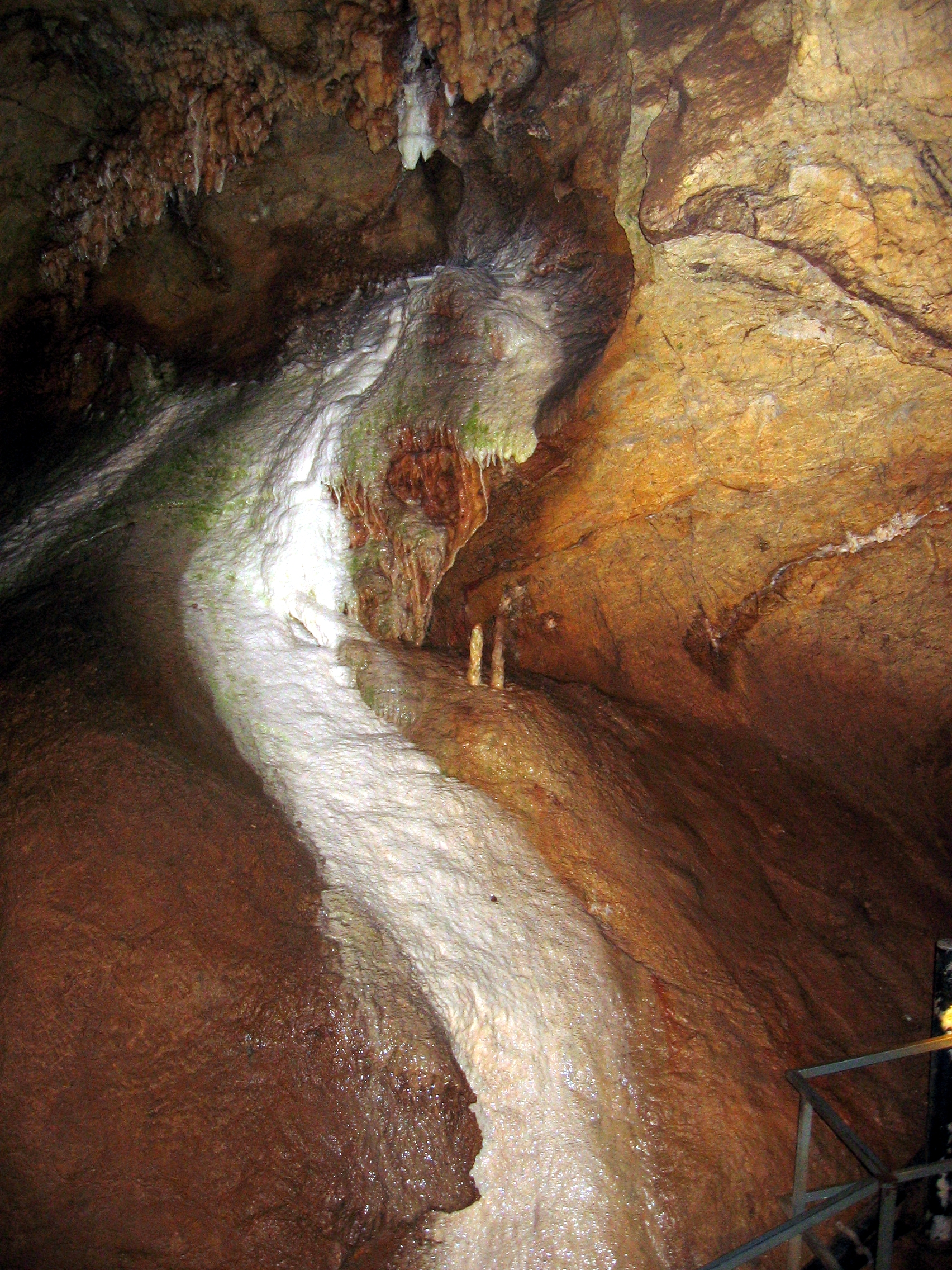
Kubacher Kristallhöhle

#### Naturparks
Im landschaftlich vielfältigen Taunus liegen insgesamt drei Naturparks.
Der Naturpark Taunus beinhaltet den östlichen Taunushauptkamm mit dem Großen Feldberg und erstreckt sich über den Östlichen Hintertaunus bis in das Weilburger Lahntalgebiet hin nach Norden. Auf seinem Gelände befindet sich auch der 2005 gegründete Heilklimapark Hochtaunus, der der erste seiner Art in Deutschland ist. Im Nordwesten umfasst der Naturpark Nassau Teile des Westlichen Hintertaunus, während der Naturpark Rhein-Taunus sich im Westen befindet.

#### Sehenswürdigkeiten
Der Taunusklub hat ein weitverzweigtes Wanderwegenetz angelegt, das besonders von Tagesausflüglern aus dem Rhein-Main- oder Lahn-Dill-Gebiet genutzt wird, wobei der Taunushauptkamm mit dem Großen Feldberg am meisten bewandert wird. Auch der 48 km lange Weiltalweg wird viel genutzt, in seinem Fall allerdings als Radwanderweg. Außerdem treffen sich auf dem Hauptkamm in der Nähe des Großen Feldbergs die Europäischen Fernwanderwege E1 und E3.
Auf dem Großen Feldberg mit seinem Fernmelde- sowie Aussichtsturm ist ein weiter Blick über den Taunus und die ganze Umgebung bis hin nach Frankfurt am Main möglich. Neben dem Aussichtsturm auf dem Großen Feldberg gibt es auch eine Anzahl anderer Aussichtstürme im Taunus. Im Hohen Taunus noch auf dem Herzberg, dem Atzelberg, dem Winterstein, dem Schläferskopf und der Hallgarter Zange. Im östlichen Hintertaunus auf dem Pferdskopf, dem Hausberg, dem Stoppelberg, dem Gaulskopf. Im Vordertaunus auf dem Kellerskopf, dem Hardtberg und dem Kapellenberg, auf dem sich der sogenannte „Meisterturm“ befindet.
Es gibt im Taunus einige geologische Sehenswürdigkeiten, die oft von Ausflüglern besucht werden: Im zu Usingen gehörenden Eschbach befinden sich die Eschbacher Klippen, 12 m hohe, aus Quarz bestehende Felsen. Am Rand des naturräumlichen Taunus befindet sich im Weilburger Lahntalgebiet bei Kubach in der Nähe von Weilburg die Kubacher Kristallhöhle, die höchste deutsche Schauhöhle und einzige von Besuchern begehbare Kristallhöhle Deutschlands.

### Historische Bauwerke und Museen

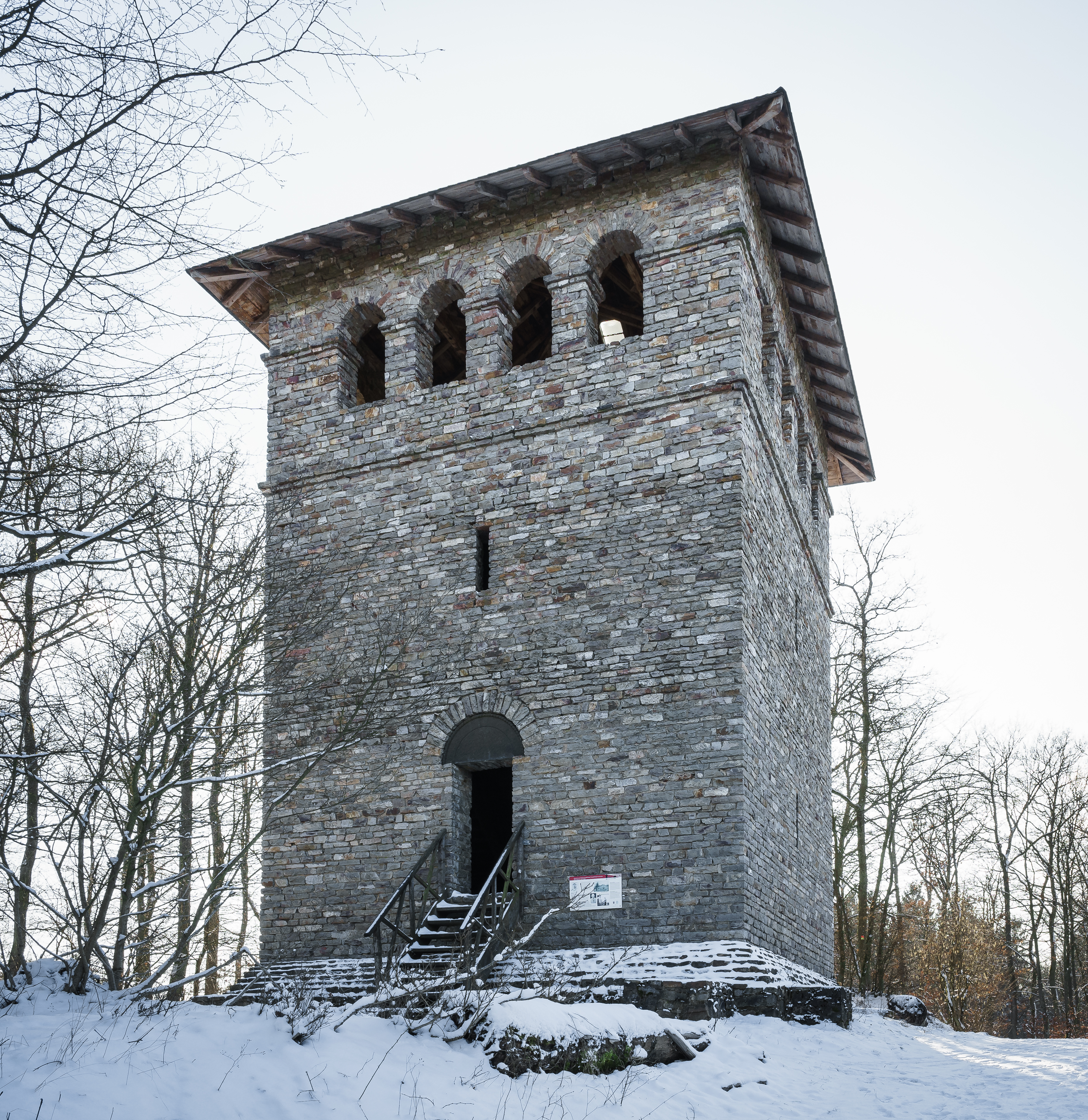
Römerturm am Limes

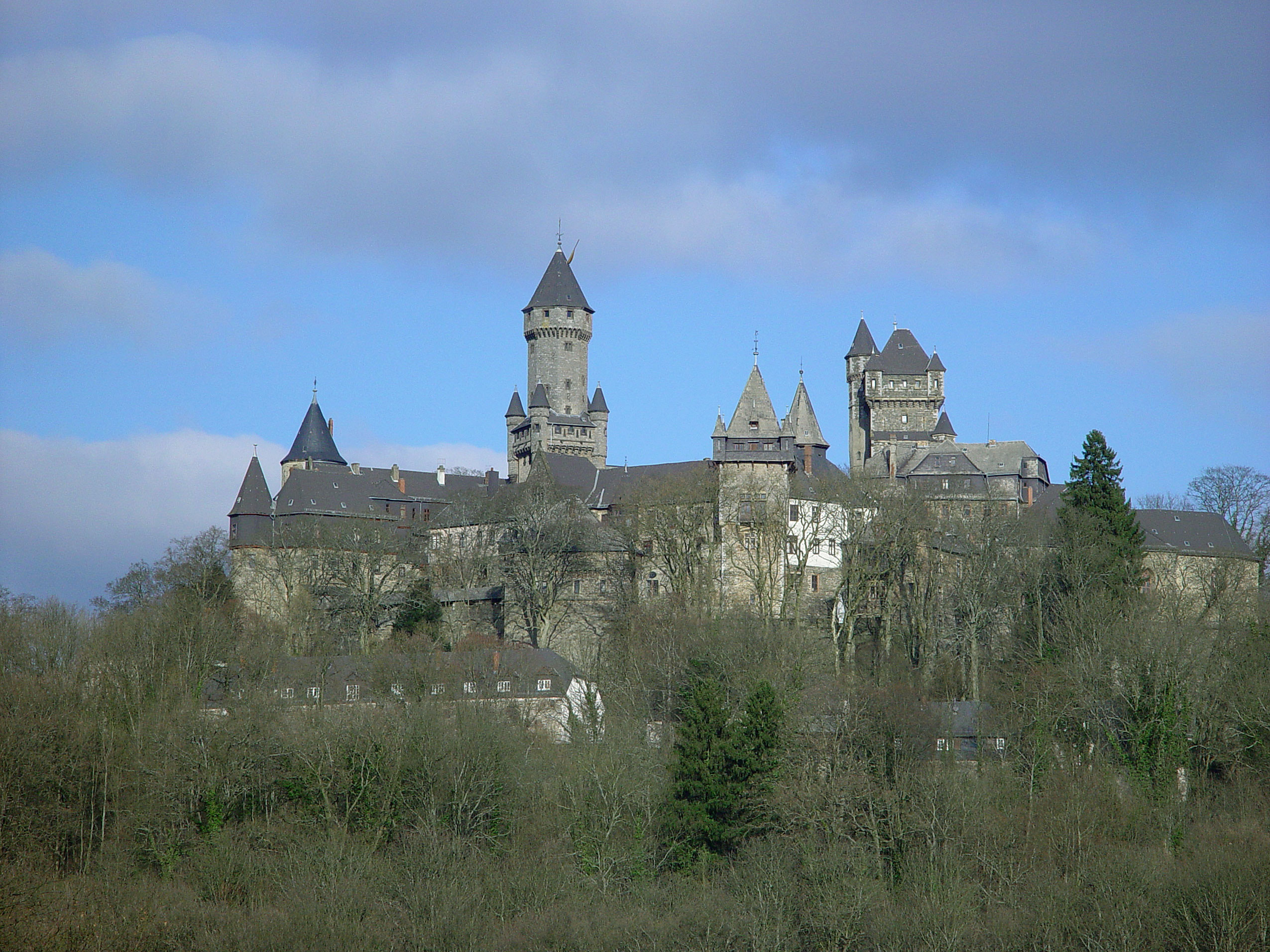
Schloss Braunfels

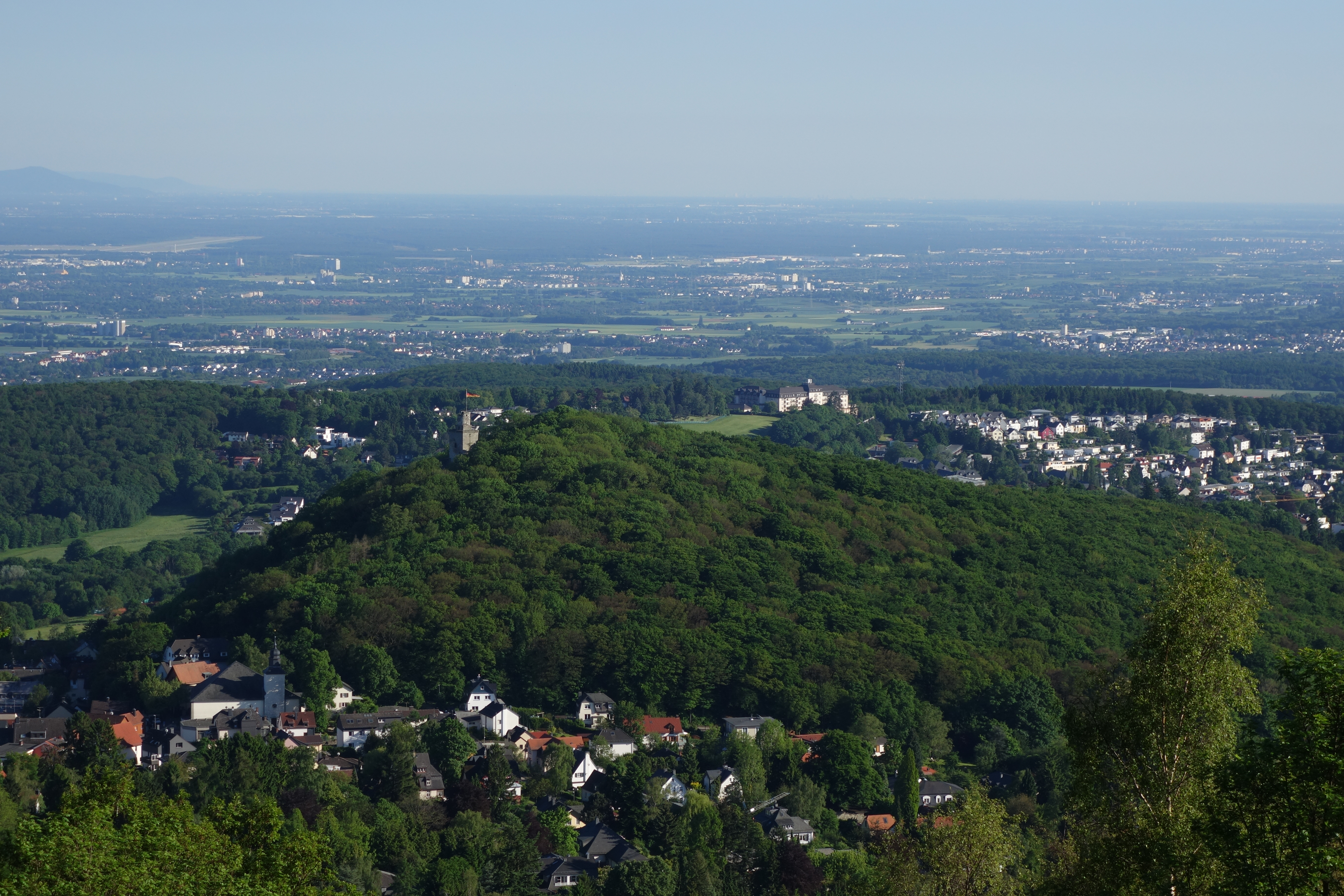
Blick vom Lips-Tempel auf Burghain und Burgruine Falkenstein, hinten links am Horizont der Melibokus im Odenwald.

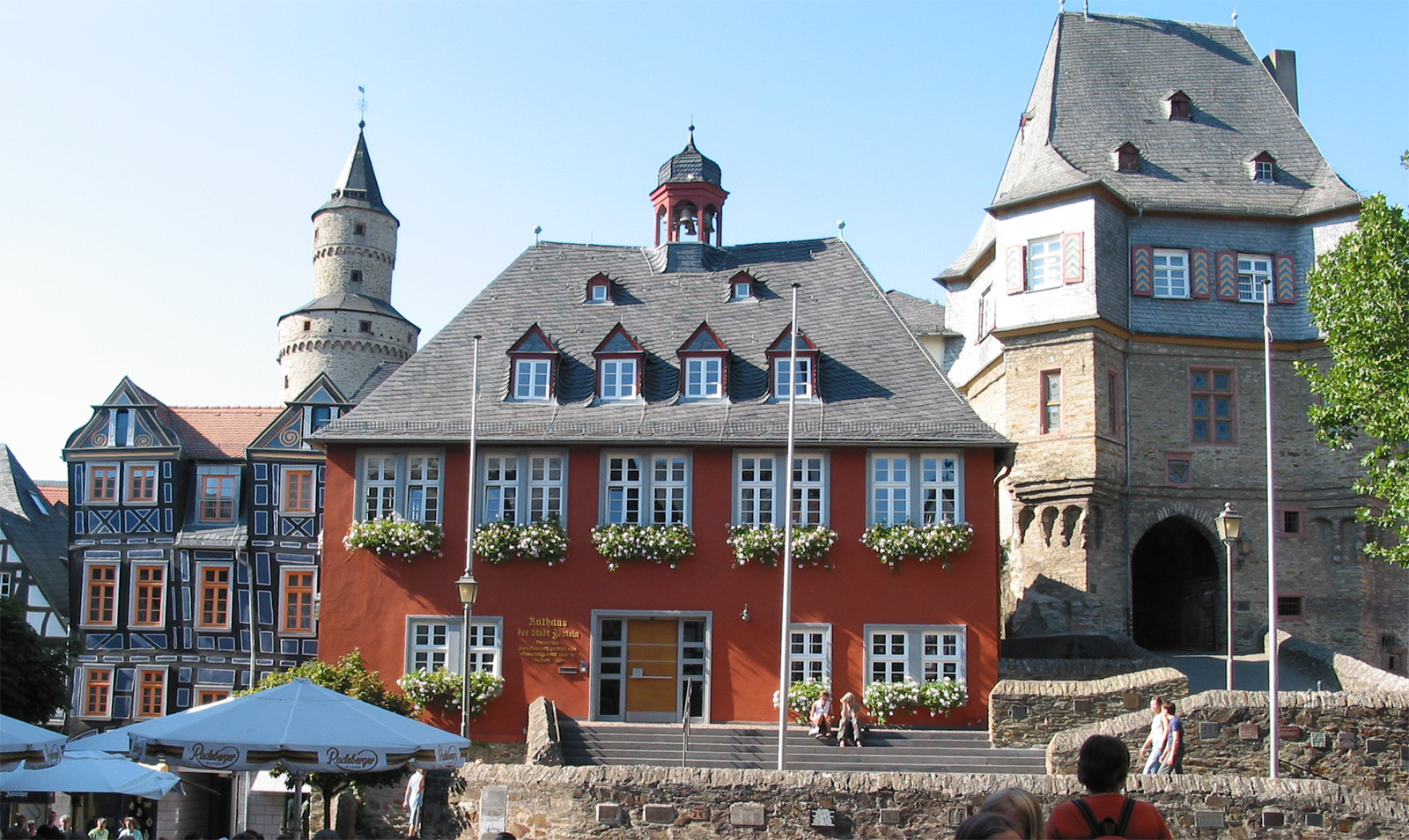
Altstadt Idstein

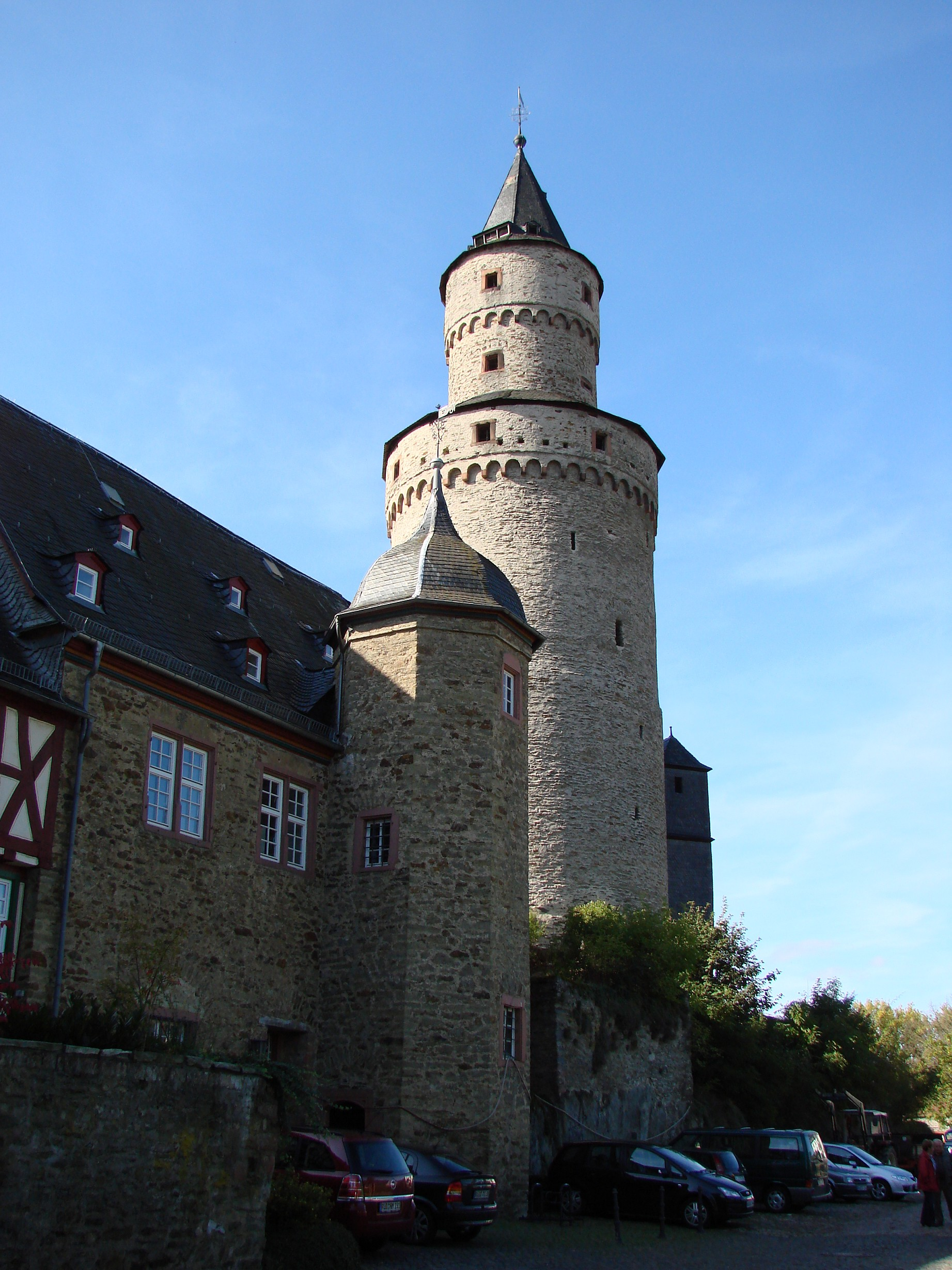
Burg mit Hexenturm (Idstein)

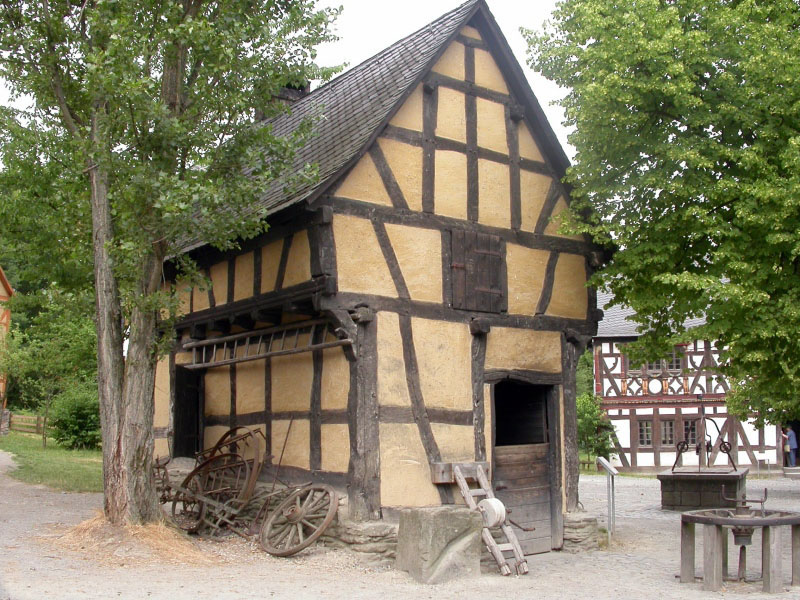
Alte Schmiede im Hessenpark

#### Limes
Der Obergermanisch-Raetische Limes, der 2005 zum Weltkulturerbe ernannt wurde, zieht sich teils noch sichtbar über den Hauptkamm durch den Taunus. Bei Bad Homburg liegt das Kastell Saalburg, es gilt als das besterforschte und am vollständigsten rekonstruierte Kastell des Obergermanisch-Raetischen Limes. Weitere Kastelle, wie das Kastell Kleiner Feldberg sind archäologisch gesichert und mit Schautafeln bestückt, bei Idstein wurde ein Limesturm rekonstruiert und ebenfalls mit Schautafeln ausgestattet (Römerturm Idstein-Dasbach). Von Bad Ems bis Lindschied führt der Limeswanderweg als Teilabschnitt des Deutschen Limes-Wanderwegs durch den Taunus.

#### Burgen, Schlösser und Ruinen
Der Taunus weist viele mittelalterliche Anlagen auf, die von der bewegten Vergangenheit dieser Region herrühren, hier nur eine Auswahl:
Das Schloss Braunfels wird oft als das „Hessische Märchenschloss“ bezeichnet und in der Burgruine Freienfels bei Weinbach finden alljährlich im Mai Ritterspiele statt, die überregional bekannt sind. Sehenswert sind auch die ehemaligen Residenzschlösser in Bad Homburg und Weilburg.
Die Burgen Eppstein und Kronberg, beide bei gleichnamigen Städten beherbergen Museen.
Die Burgruine Hohenstein bei Bad Schwalbach, die Burgruinen Falkenstein und Königstein sowie die Burgruine Reifenberg haben gemeinsam, dass sie zwar teils geschleift, aber immer noch besuchbar sind, in einigen finden auch heute noch Veranstaltungen statt, außerdem befindet sich in der Ruine Hohenstein auch noch ein Hotel.
Die im Weiltal sich gegenüberliegenden Anlagen der Burgruine Altweilnau und des Schlosses Neuweilnau sieht man schon von weitem. Auf dem noch stehenden Bergfried Altweilnaus kann ein Weiltalpanorama bewundert werden, während das Neuweilnauer Schloss zwar eigentlich die Forstverwaltung beherbergt, aber einen mietbaren Felsenkeller und eine Außenstelle des Standesamtes aufweist, in dem Trauungen möglich sind.

#### Altstädte und Freilichtmuseen
In den Dörfern und Städten des Taunus sind viele Altstädte erhalten geblieben, insbesondere die Dorfkerne/Altstädte von Idstein, Eppstein, Königstein, Kronberg, Oberursel, Bad Homburg, Hasselbach (Gemeinde Weilrod), Haintchen, Weilburg und Braunfels sind beachtenswert. Zwischen Neu-Anspach und Obernhain (Gemeinde Wehrheim) befindet sich der Hessenpark, ein Freilichtmuseum.

### Zoos und Parks

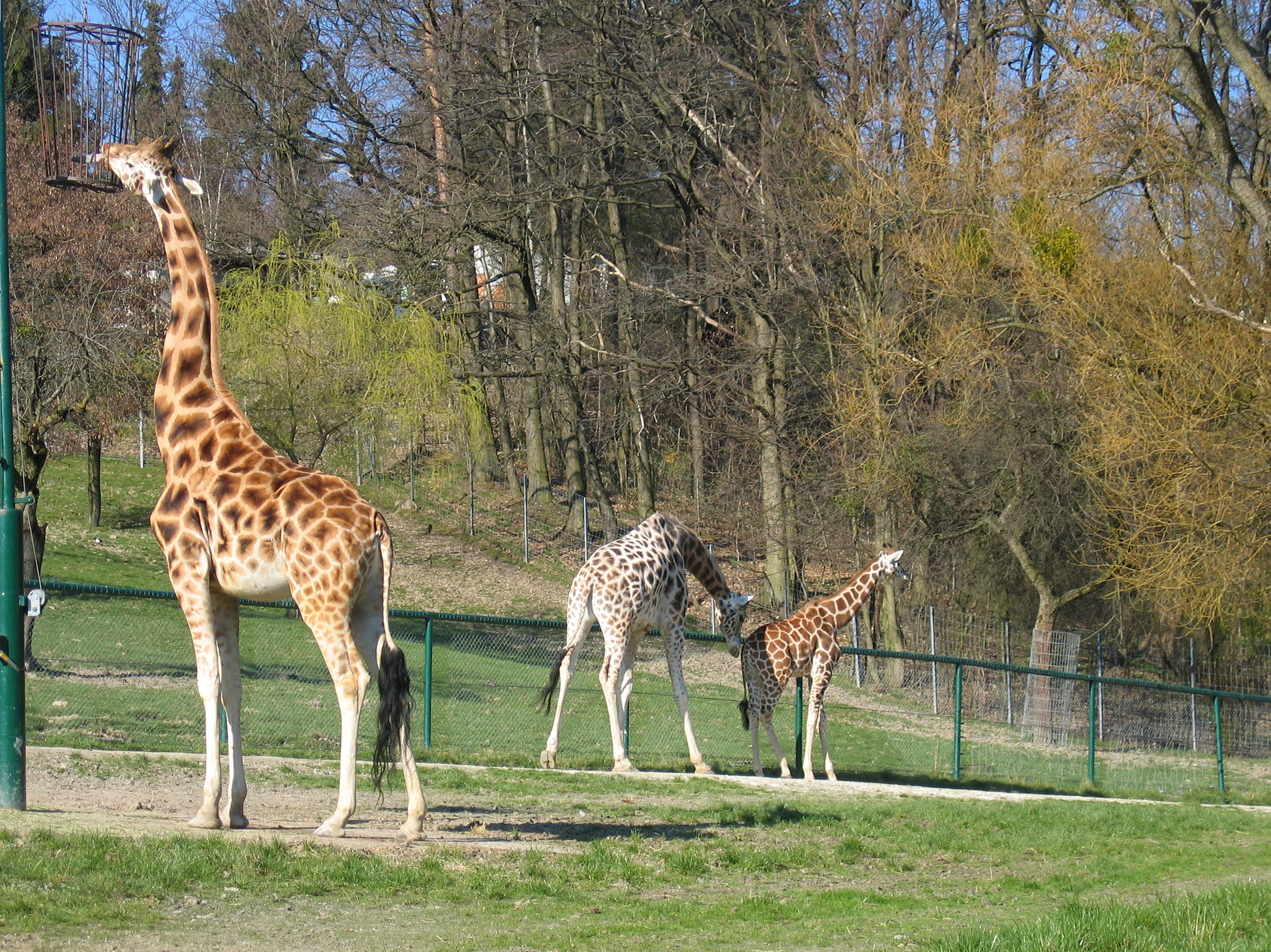
Giraffengehege im Opelzoo

#### Zoos, Tierparks und Vogelstationen
Bei Hasselbach befindet sich die Vogelburg, ein Papageienpark, in dem teils sehr zutrauliche Tiere gezeigt werden und die gleichzeitig als Auffangstation für diese Vögel dient.
Auf dem Großen Feldberg befindet sich die älteste Falknerei Hessens, wo regelmäßig Freiflüge einiger Vögel und Führungen gegeben werden. Der von Georg von Opel im Jahr 1956 gegründete Opel-Zoo liegt zwischen Kronberg und Königstein. Im Jahr 2003 zählte er 600.000 Besucher. Schon vor vierhundert Jahren hat der Fürst von Nassau bei Weilburg einen Tierpark angelegt. Heute ist der Tierpark Weilburg ein beliebtes Ausflugsziel nach der Wiedereröffnung 1970.

#### Freizeitparks
Der Freizeitpark Lochmühle, der sich aus einem Ponyhof entwickelte, liegt bei Wehrheim, und bei Schlangenbad befindet sich der Freizeitpark Taunus Wunderland.

#### Kurparkanlagen
Sehenswert ist auch der große Kurpark in Bad Homburg, in dem alle Heilwasserquellen der Stadt, die Spielbank, eine kleine russische Kapelle und der siamesische Tempel liegen. Alle übrigen Kurorte verfügen ebenfalls über Kurparkanlagen.

### Veranstaltungen

#### Feiern und Feste
Neben vielen Stadt- und Dorffesten, von denen das Laternenfest in Bad Homburg wohl das bekannteste ist, gibt es einige Veranstaltungen im Taunus. Auf dem Großen Feldberg findet alljährlich das Feldbergfest statt, das älteste Bergturnfest Deutschlands. In der Kubacher Kristallhöhle wird jedes Jahr Halloween gefeiert. Durch Beleuchtungseffekte wird in der Höhle eine besondere Stimmung geschaffen. Regelmäßig gibt es auch die Burgfestspiele in Eppstein.

#### Sport
Das berühmte Fahrradrennen Eschborn-Frankfurt – Rund um den Finanzplatz hat den Großteil seiner Strecke in der sogenannten Feldbergschleife. Um den Großen Feldberg findet seit 2004 im Februar ein internationales Schlittenhunderennen statt. Im Frühling startet mit Ziel auf dem ebengenannten Berg von Oberursel aus der Feldberglauf. Außerdem gibt es im Taunus mehrere Skilifte und Pisten zum Wintersport – obschon der Taunus im Winter nicht schneesicher ist.

#### Sonstiges

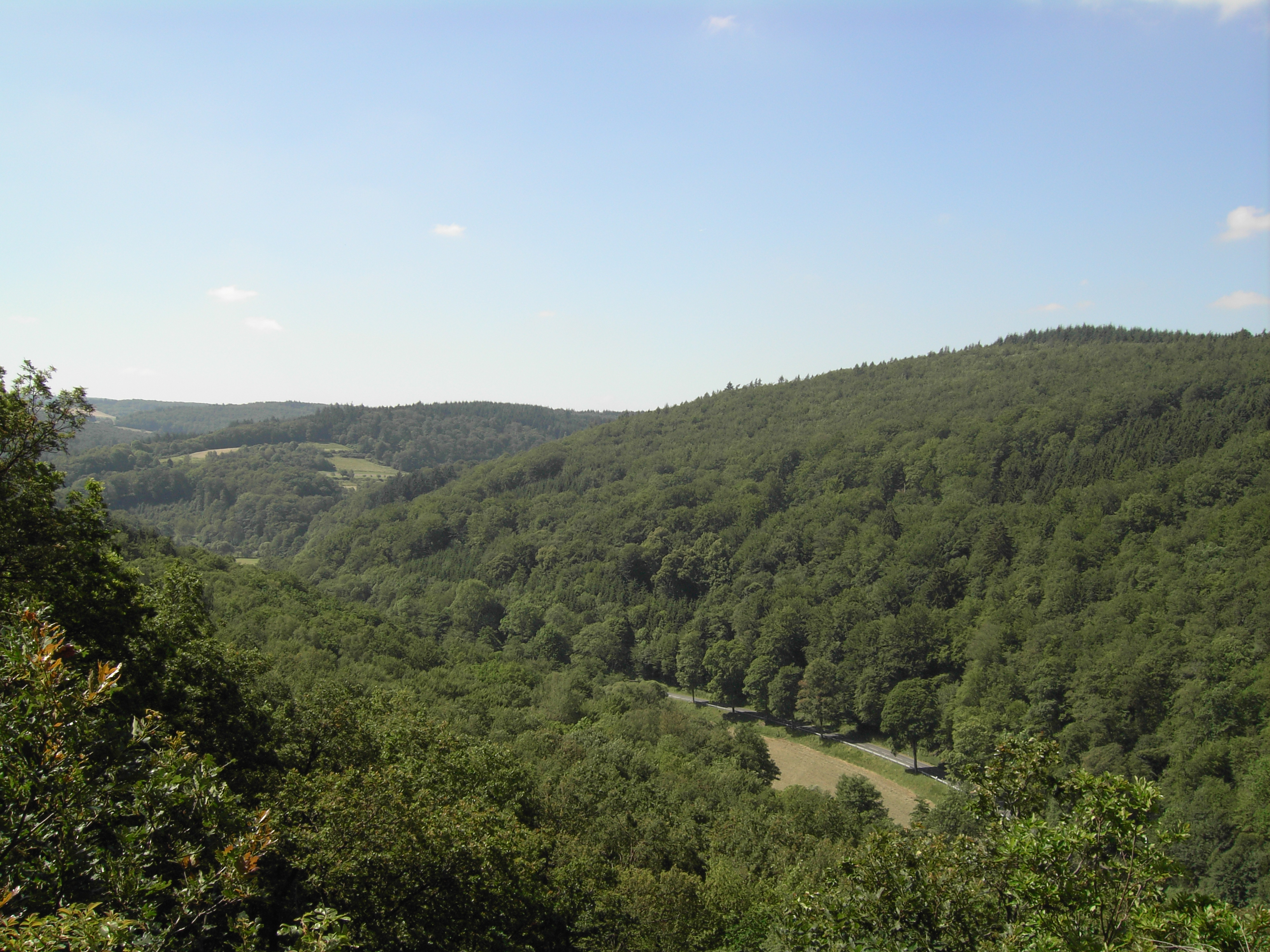
Weiltal

Das Weil- und das Aartal (→ Fahr zur Aar) werden jedes Jahr unabhängig voneinander für Kraftfahrzeuge gesperrt, was in beiden Fällen viele Radfahrer und Wanderer anlockt. Gleichzeitig werden meist noch zusätzliche Aktionen im Tal veranstaltet.
Interessant ist auch die durch die Jahrhunderte offenkundig stark unterschiedliche Bewaldung des Taunus. Noch aus dem 19. Jahrhundert wird beispielsweise berichtet, dass die Frankfurter Bürger bei guter Sicht die Ringwälle auf dem Altkönig erkennen können, während der Altkönig heute komplett bewaldet ist.
Der Taunus ist das erste Gebirge Deutschlands, das von einem Ballon überquert wurde. Der französische Ballonpionier und Berufsluftschiffer Jean-Pierre Blanchard fuhr am 3. Oktober 1785 bei seinem ersten Aufstieg in Deutschland von Frankfurt nach Weilburg. Dies war die erste Luftreise in Deutschland überhaupt.
Die Konzertreihe Klassik im Taunus fand von 2015 bis 2019 statt, wurde allerdings durch die  COVID-19-Pandemie unterbrochen und fand seit dem nicht mehr statt.

## Berge

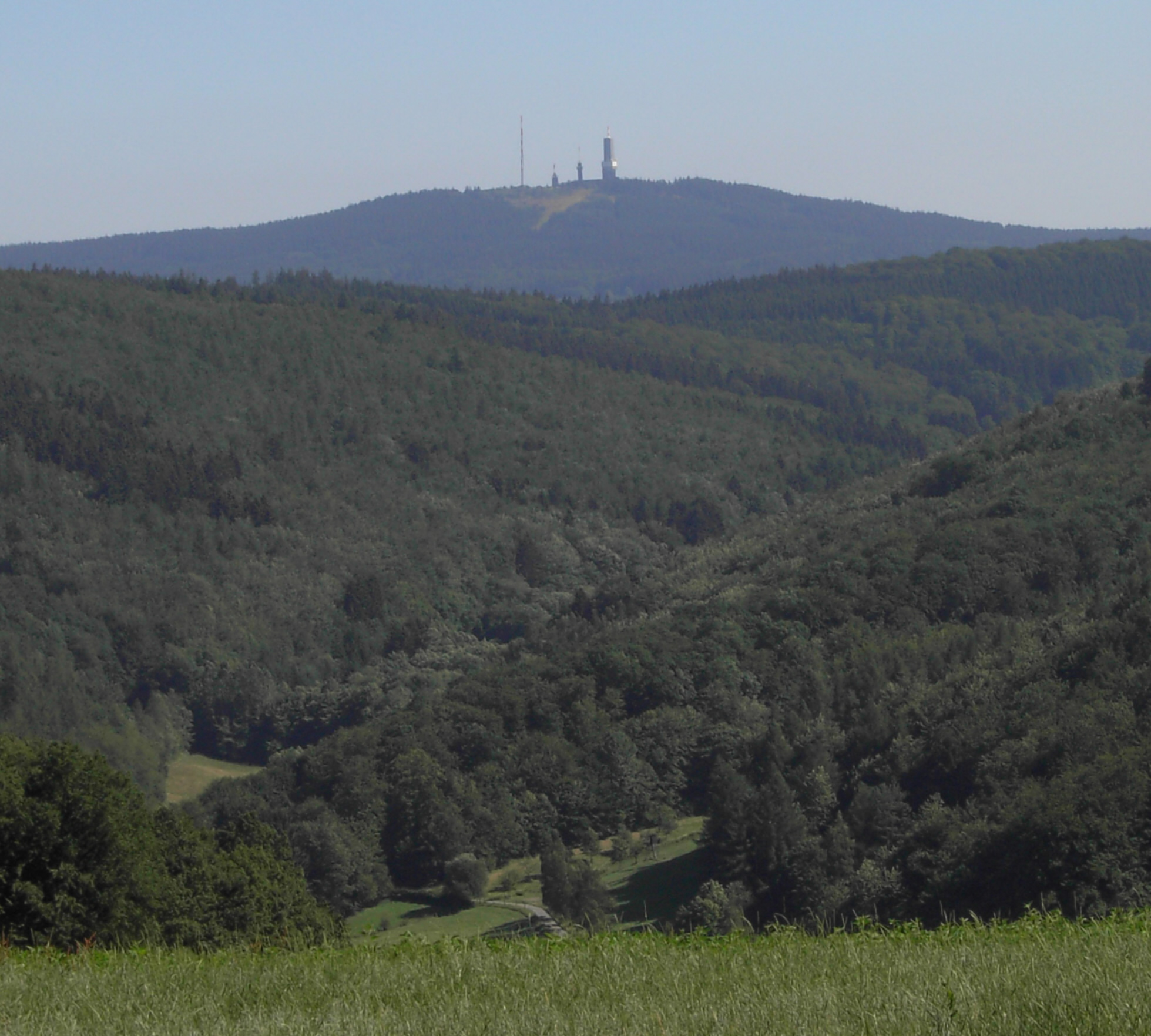
Großer Feldberg vom Hintertaunus betrachtet

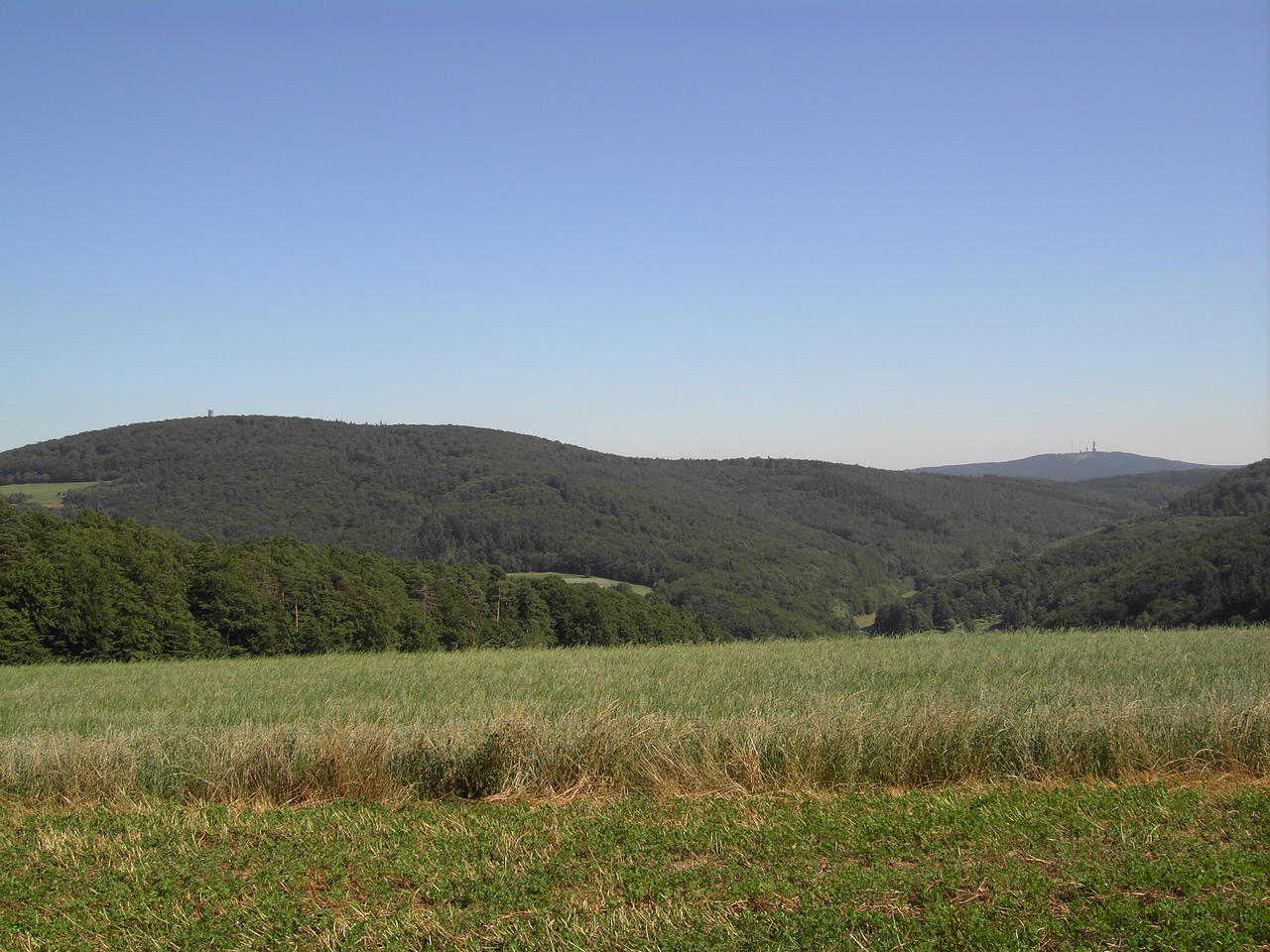
Taunuslandschaft: Pferdskopf (links) und Großer Feldberg (rechts)

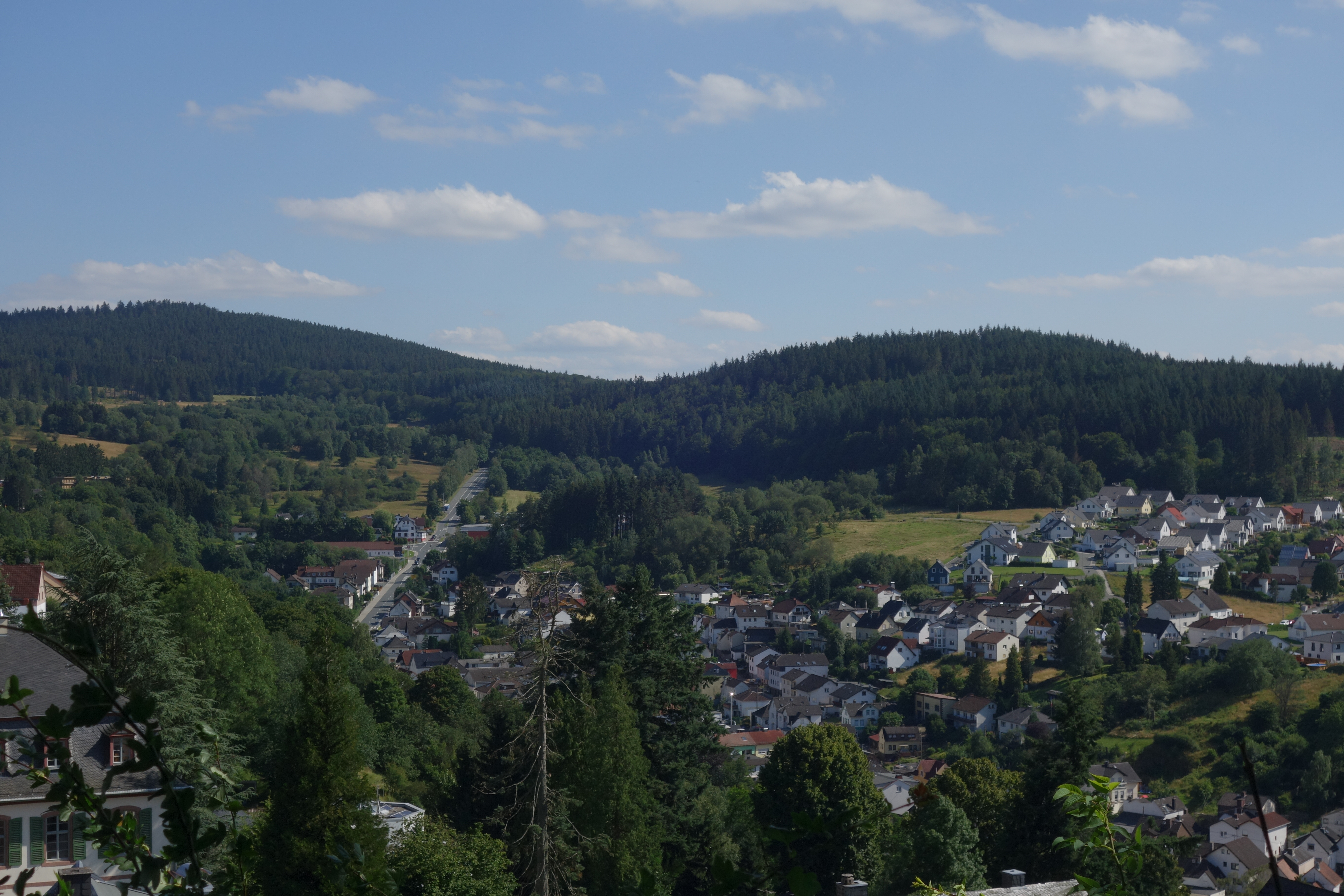
Kleiner Feldberg (links) und Weilsberg (rechts), Blick von Burg Reifenberg

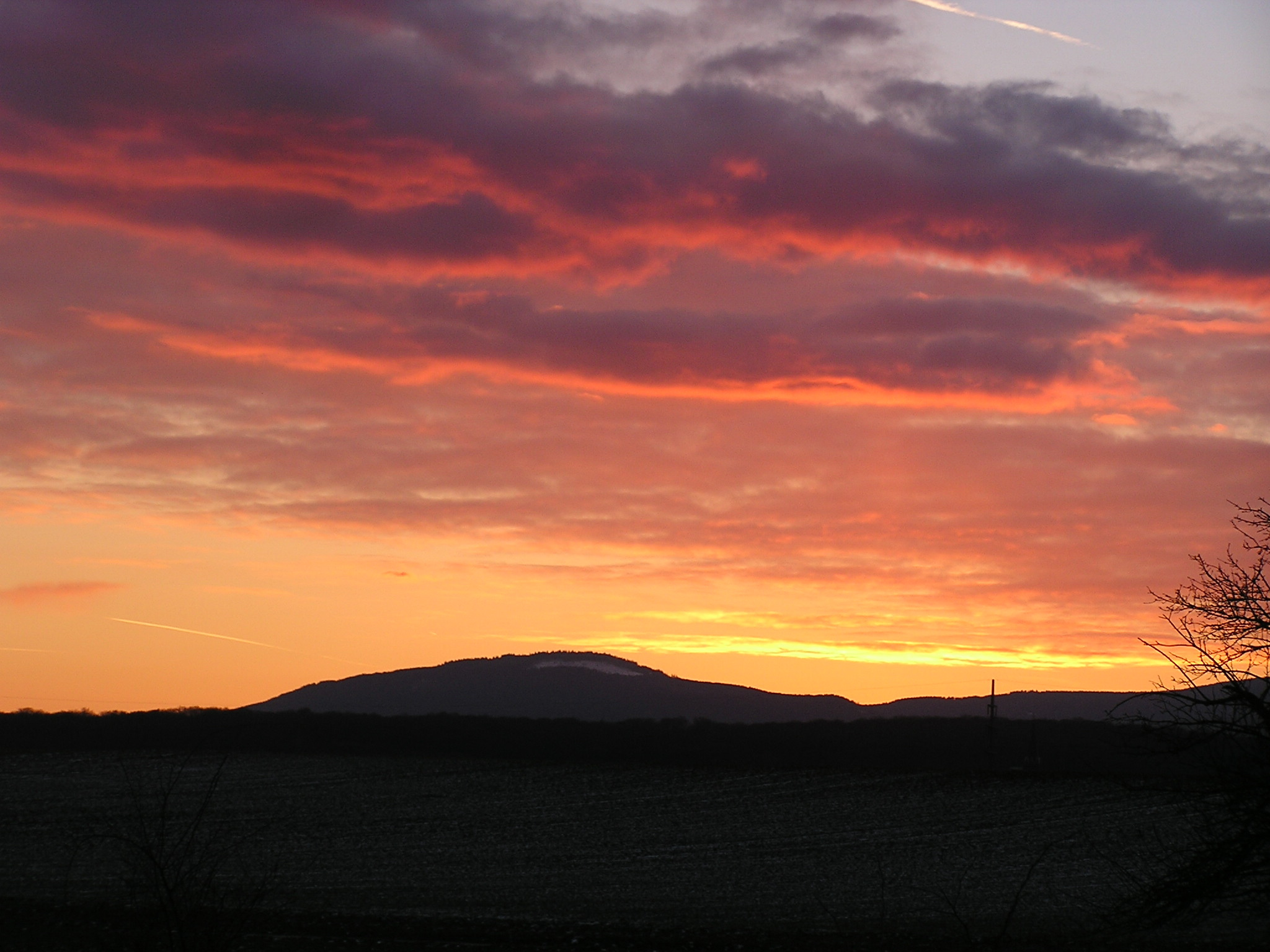
Sonnenuntergang am Altkönig

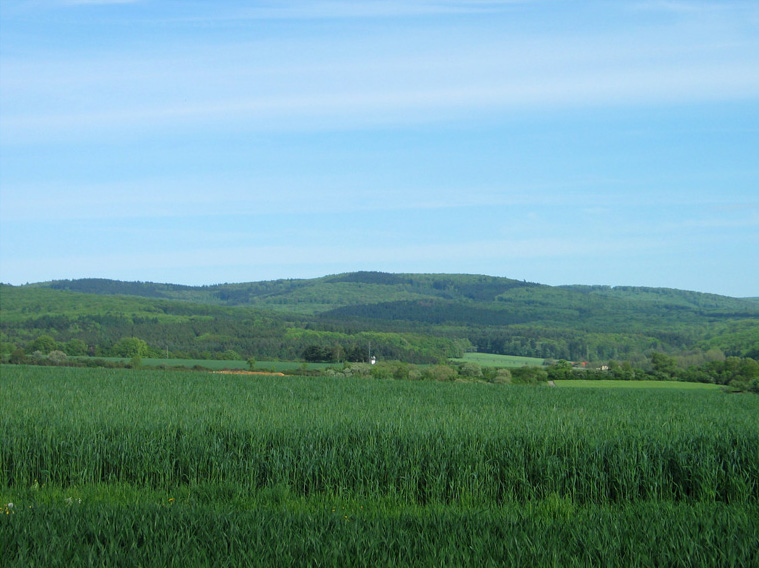
Kuhbett

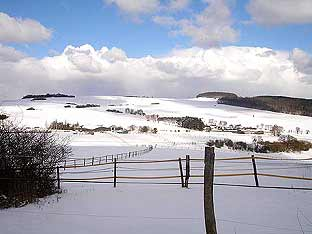
Hühnerküppel

Zu den Bergen und Erhebungen des Taunus gehören sortiert nach Höhe in Meter (m) über Normalhöhennull (NHN):
| Name                      | Höhe (m) | Landkreis/ Kreis | Besonderheiten                                                                               |
| ------------------------- | -------- | ---------------- | -------------------------------------------------------------------------------------------- |
| Großer Feldberg           | 879,0    | Hochtaunus       | höchster Berg des Taunus; mit Aussichtsturm Großer Feldberg und Sendeanlagen Großer Feldberg |
| Kleiner Feldberg          | 825,2    | Hochtaunus       | mit Taunusobservatorium                                                                      |
| Altkönig                  | 798,2    | Hochtaunus       | mit Ringwall                                                                                 |
| Weilsberg                 | 700,7    | Hochtaunus       | höchster Berg im östlichen Hintertaunus                                                      |
| Glaskopf                  | 686,8    | Hochtaunus       |                                                                                              |
| Kolbenberg                | 684,0    | Hochtaunus       | mit Fernmeldeanlage; nahe: Römerkastell Altes Jagdhaus                                       |
| Klingenkopf               | 682,7    | Hochtaunus       |                                                                                              |
| Sängelberg                | 665,0    | Hochtaunus       | mit Burg Hattstein                                                                           |
| Pferdskopf                | 662,6    | Hochtaunus       | mit Aussichtsturm                                                                            |
| Roßkopf                   | 640,0    | Hochtaunus       | mit Fernmeldeanlage                                                                          |
| Windhain                  | 629,3    | Rheingau-Taunus  | höchster Berg im Rheingau-Taunus-Kreis                                                       |
| Kalte Herberge            | 619,3    | Rheingau-Taunus  | höchster Berg des Rheingaugebirges                                                           |
| Hohe Wurzel               | 617,9    | Rheingau-Taunus  | mit Fernmeldeturm Hohe Wurzel                                                                |
| Hohe Kanzel               | 591,8    | Rheingau-Taunus  |                                                                                              |
| Herzberg                  | 591,4    | Hochtaunus       | mit Herzbergturm                                                                             |
| Hallgarter Zange          | 580,5    | Rheingau-Taunus  | mit Aussichtsturm                                                                            |
| Eichkopf                  | 563,3    | Main-Taunus      | höchster Berg im Main-Taunus-Kreis                                                           |
| Mappershainer Kopf        | 548,0    | Rheingau-Taunus  | höchster Berg im westlichen Hintertaunus                                                     |
| Wolfsküppel               | 545,1    | Hochtaunus       |                                                                                              |
| Kuhbett                   | 525,6    | Limburg-Weilburg | mit nahem Herrenhaus Eichelbacher Hof                                                        |
| Hesselberg (Butzbach)     | 518,0    | Wetterau         |                                                                                              |
| Steinkopf (Wetteraukreis) | 518,0    | Wetterau         |                                                                                              |
| Stückelberg               | 509,7    | Limburg-Weilburg |                                                                                              |
| Atzelberg                 | 506,7    | Main-Taunus      | mit Fernmeldeturm und Atzelbergturm                                                          |
| Goldgrube                 | 492,0    | Hochtaunus       | mit Ringwall des nahen Heidetränk-Oppidums                                                   |
| Winterstein               | 482,3    | Wetterau         | mit Aussichtsturm                                                                            |
| Bleibeskopf               | 480,1    | Hochtaunus       | mit Ringwall                                                                                 |
| Kellerskopf               | 474,0    | Wiesbaden        | mit Aussichtsturm und Bergrestaurant                                                         |
| Gickelsburg               | 470,9    | Hochtaunus       | mit Ringwall                                                                                 |
| Suterkopf                 | 461,8    | Limburg-Weilburg |                                                                                              |
| Schläferskopf             | 454,2    | Wiesbaden        | mit Aussichtsturm Kaiser-Wilhelm-Turm                                                        |
| Stoppelberg               | 401,2    | Lahn-Dill-Kreis  | mit Aussichtsturm, Fernmeldeanlage                                                           |
| Hühnerküppel              | 369,3    | Limburg-Weilburg |                                                                                              |

## Verkehr

### Straßen

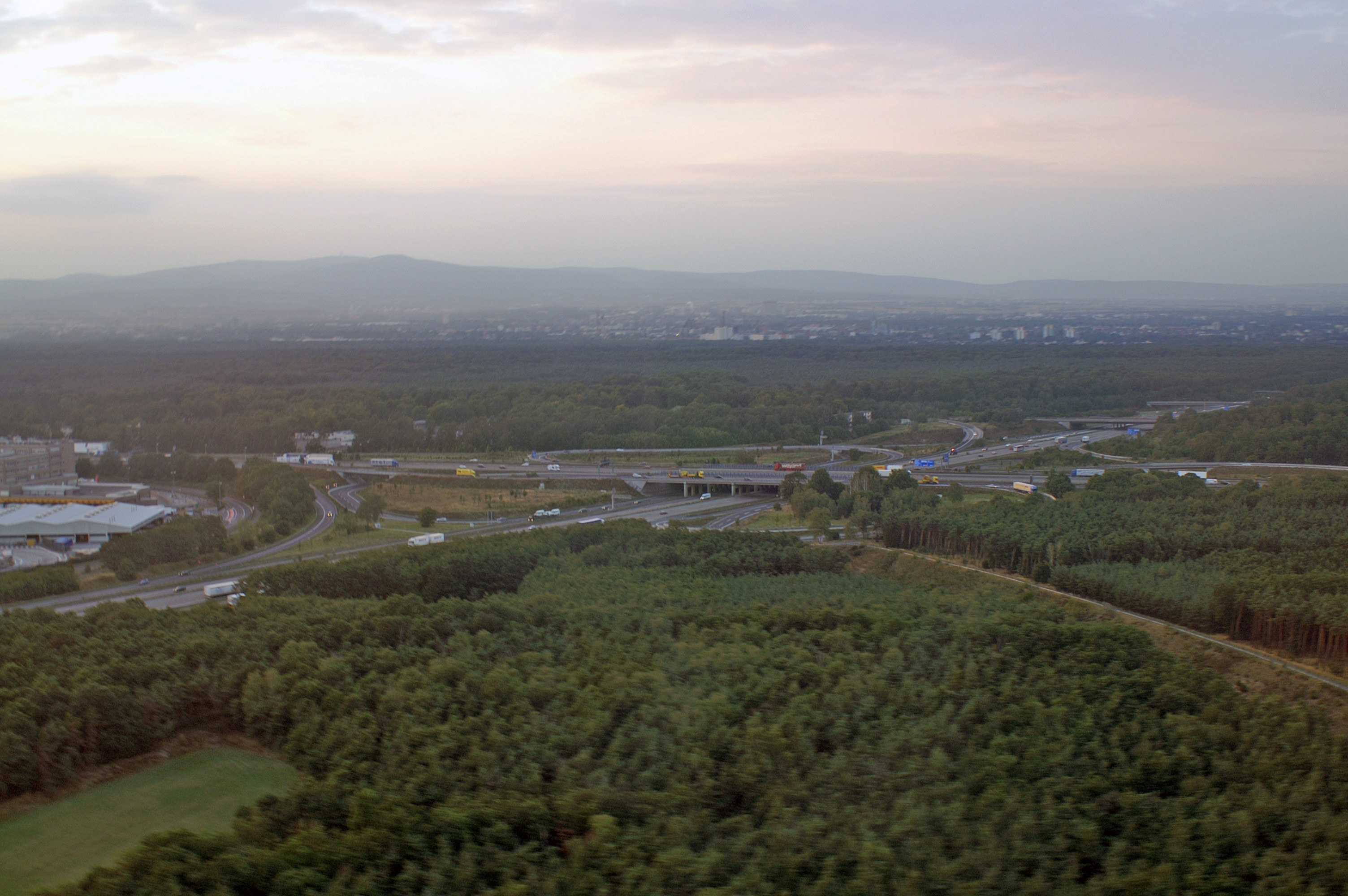
Das Frankfurter Kreuz (Bundesautobahn 3/5), im Hintergrund der Taunuskamm

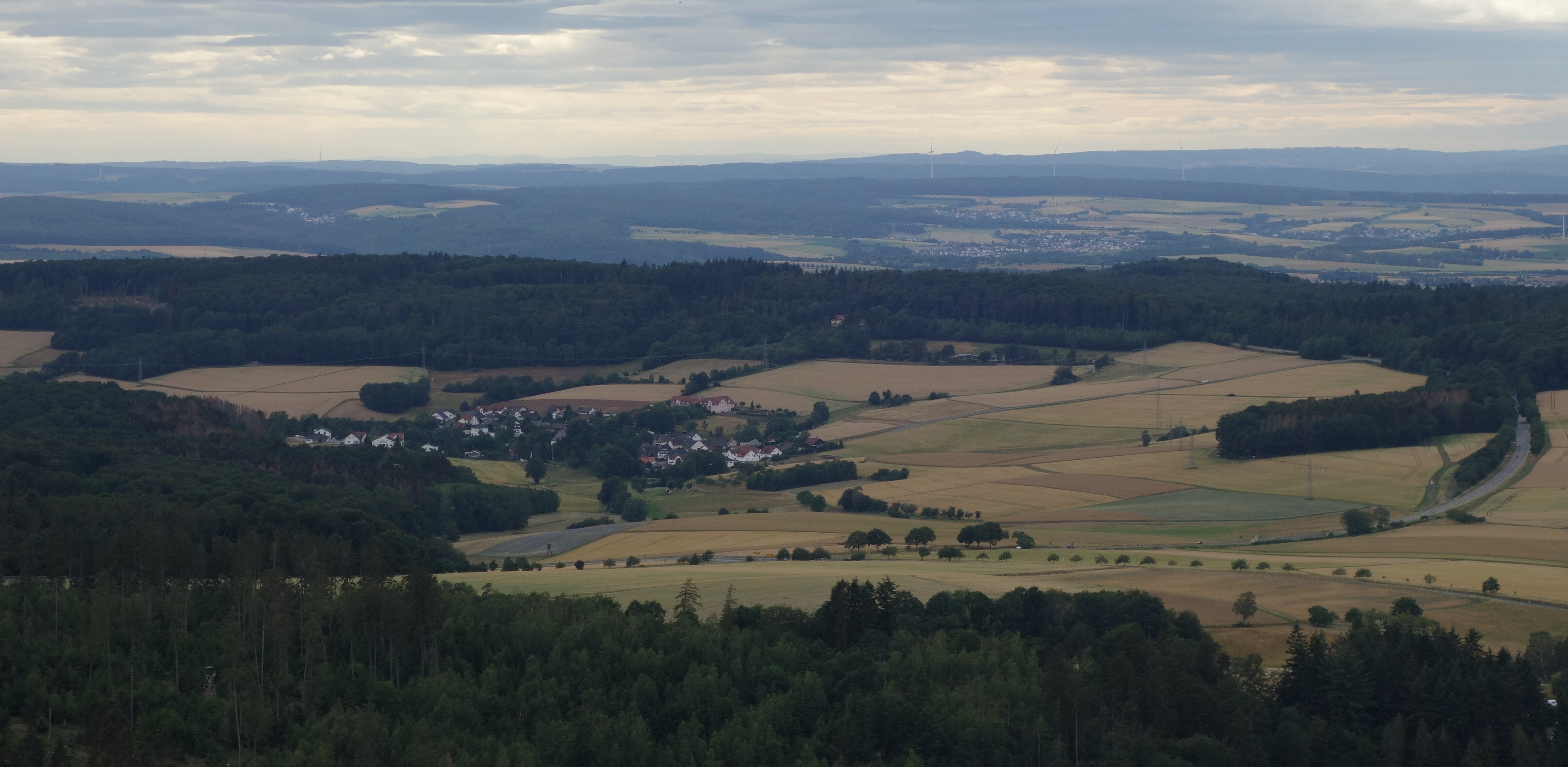
Die Bundesstraße 8 führt im weiten Bogen um die Ortschaft Nieder-Oberrod (Blick vom Zacken)

Bedingt durch die geologische Formation des Taunus verläuft der Anstieg aus der Ebene von Rhein und Main zum Taunuskamm relativ steil, so dass sich für diesen Anstieg im Lauf der Geschichte regelrechte „Passstraßen“ mit langen Rampen entwickelt haben. Die bedeutendsten Wege dieser Art führen von Wiesbaden über die Hohe Wurzel (Landesstraße 3037, Passhöhe 567,7 m), über die Eiserne Hand (Bundesstraße 54, Passhöhe 423,1 m) und über die Platte (Bundesstraße 417, Passhöhe 500,8 m) sowie von Oberursel auf der Kanonenstraße über den Sandplacken (L 3004) und von Bad Homburg über die Saalburg (Bundesstraße 456) in den Hintertaunus.
Verkehrstechnisch bedeutsam – wenn auch ohne wirkliche Rampe – überquert die Bundesstraße 8 von Frankfurt nach Limburg den Taunuskamm mit Scheitelpunkten von 556,5 m Höhe beim Abzweig der L 3025 nach Oberreifenberg und von 541,8 m Höhe beim Abzweig der L 3319 nach Schloßborn. Stark befahren ist auch die zwischen Schlangenbad und Nassau (Lahn) als Höhenstraße geführte Bäderstraße (Bundesstraße 260) mit Scheitelpunkt bei Kemel in 537 m Höhe.
Bedeutende Ost-West-Verbindungen sind die im Vordertaunus von Wiesbaden nach Friedberg verlaufende Bundesstraße 455, im Hintertaunus die Strecke der von Bad Nauheim über Usingen, Idstein und Taunusstein nach Bad Schwalbach verlaufenden Bundesstraße 275, ferner die vom Aartal bis zum Mittelrhein führende Bundesstraße 274 von Zollhaus über Katzenelnbogen und Nastätten nach Sankt Goarshausen, sowie die an der Lahn entlangführende Bundesstraße 49.
Die Bundesautobahn 3 führt in Nord-Süd-Richtung mitten durch den Taunus und erreicht dabei in der Nähe der Abfahrt Idstein bei Kilometer 134,5 etwa 380 m Scheitelhöhe. Am östlichen Taunusrand führt die Bundesautobahn 5 entlang und überquert in der Nähe von Bad Nauheim bei Kilometer 463,5 den östlichen Ausläufer des Taunuskamms auf rund 270 m Höhe. Beide Autobahnen zählen zu den wichtigsten Nord-Süd-Verbindungen Deutschlands.

### Bahn

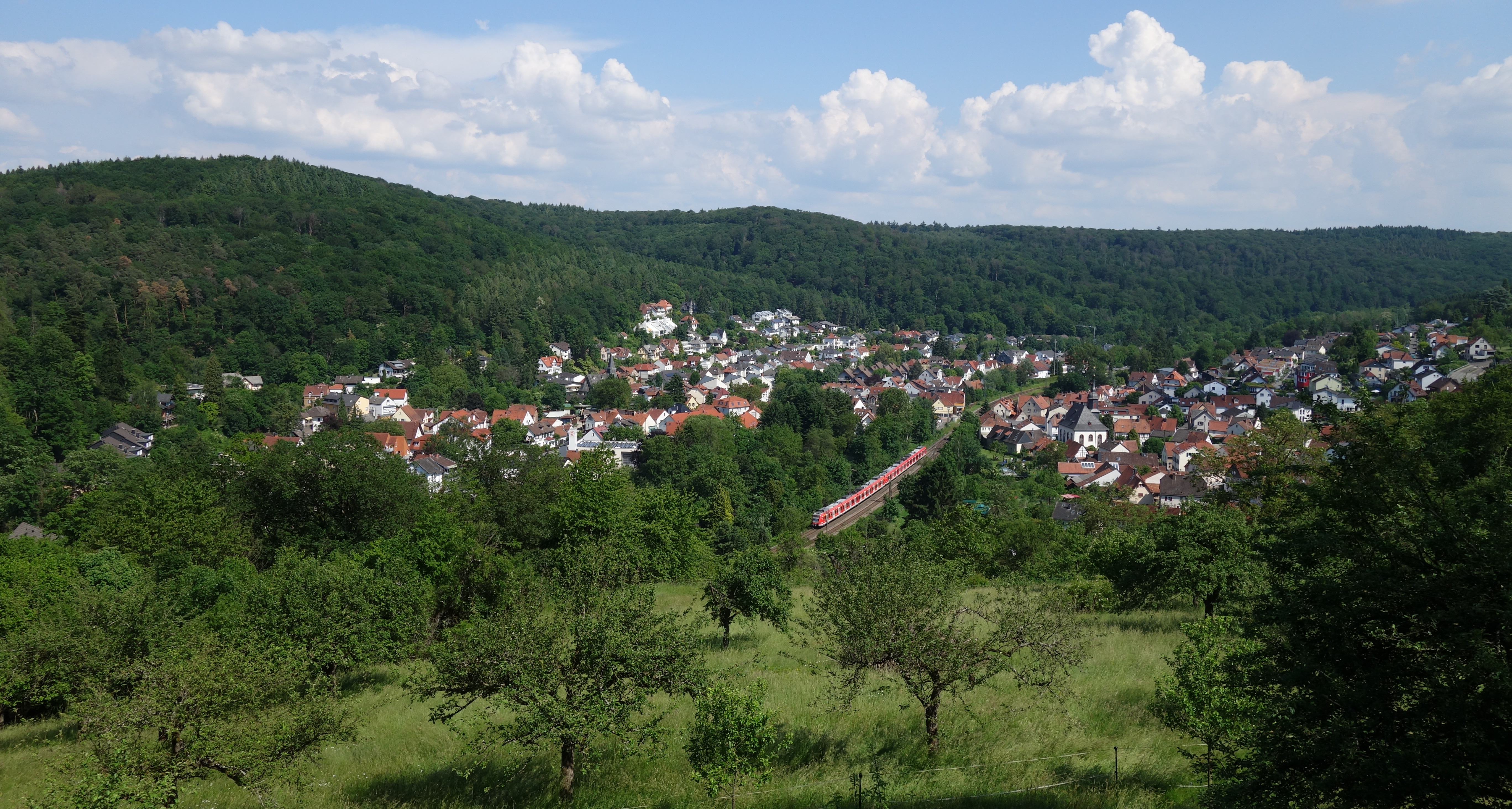
S-Bahn der Linie S2 in Lorsbach auf der Fahrt nach Niedernhausen, links oben der Lorsbacher Kopf (308 Meter hoch).

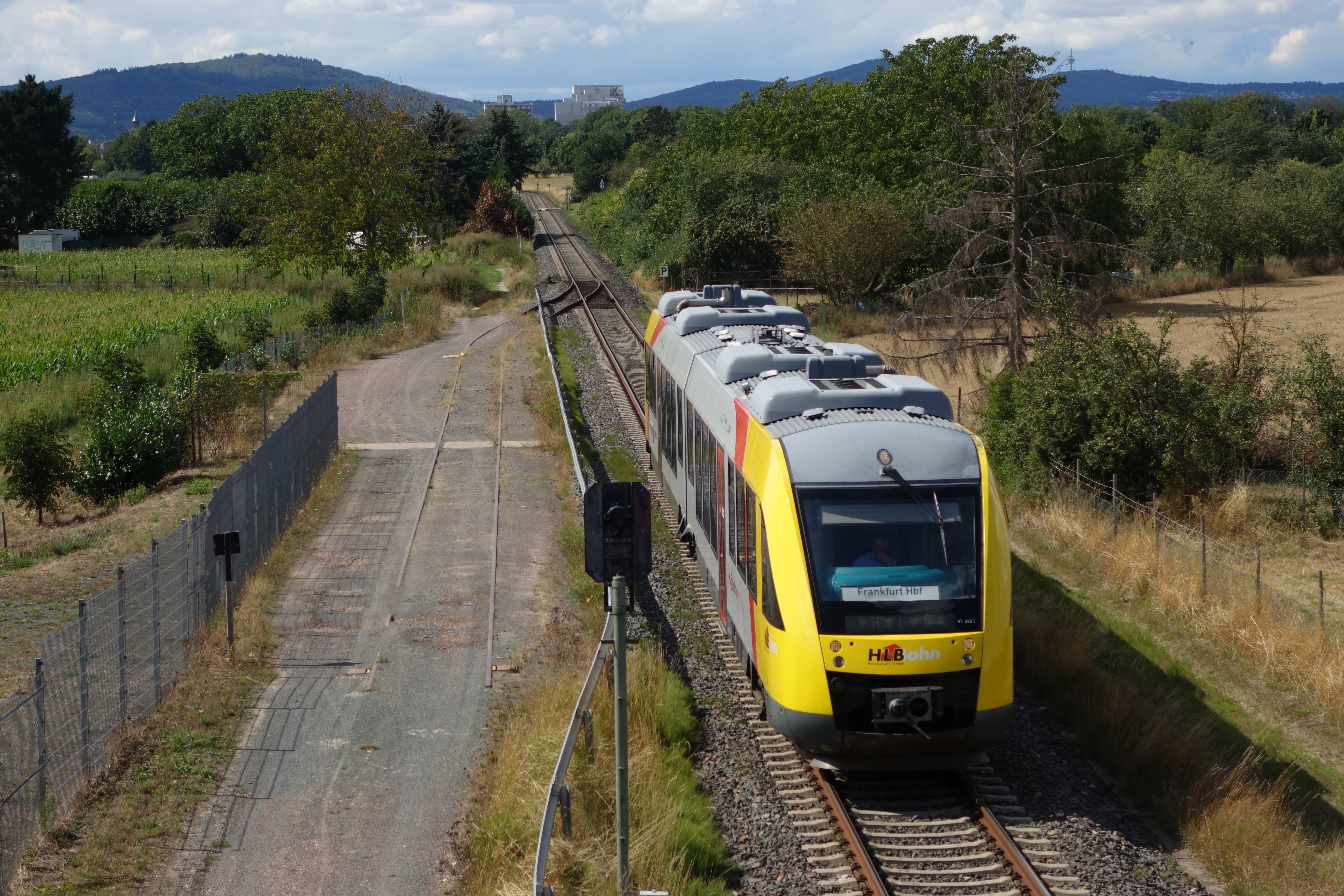
Triebwagen der Frankfurt-Königsteiner Eisenbahn, am Horizont erkennbar die Berge (von links): Staufen, Rossert (Hauptgipfel etwas verdeckt) sowie Atzelberg samt Fernmeldeturm.

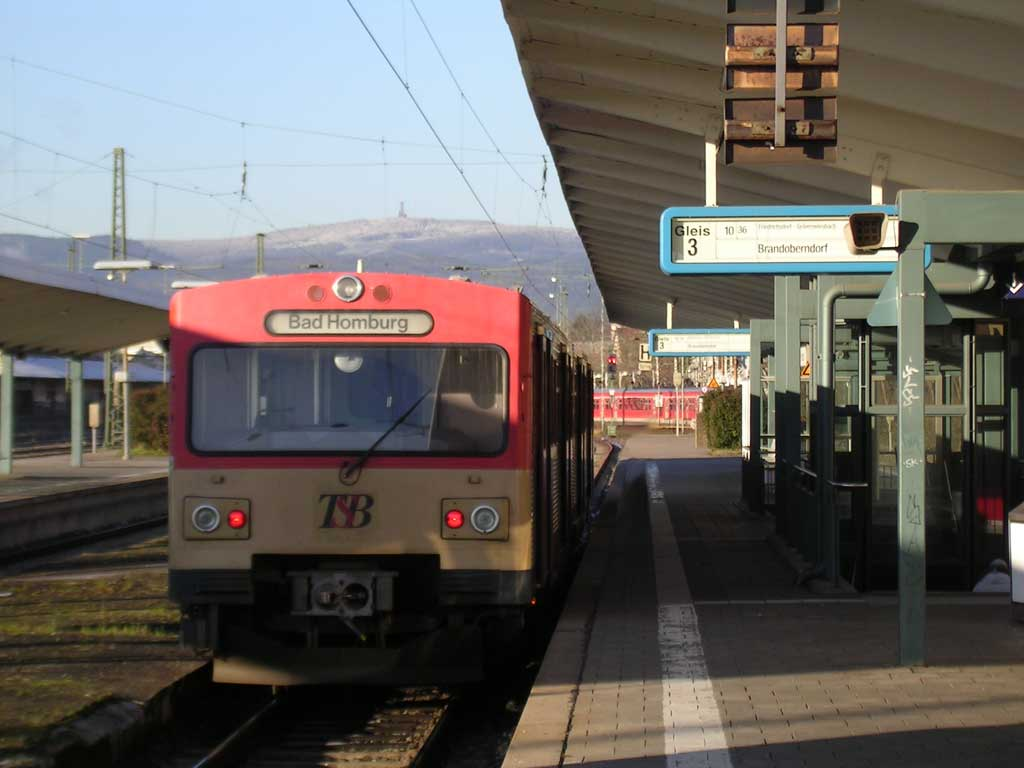
Bahnhof Bad Homburg, im Hintergrund der Feldberg

Die beiden wichtigsten Nord-Süd-Verbindungen der Bahn durch den Taunus nutzen den tiefen Einschnitt im Taunuskamm zwischen Niedernhausen und Idstein. Die in zwei Ästen von Frankfurt und Wiesbaden kommende Main-Lahn-Bahn steigt bis zur Vereinigung in Niedernhausen allmählich an, überwindet mit normaler Steigung die Wasserscheide bei Niederseelbach in 351 m Höhe und führt dann durch die Idsteiner Senke und den Goldenen Grund von Idstein hinab nach Limburg an der Lahn. Meist parallel zur Bundesautobahn 3 führt die im Jahr 2002 in Betrieb genommene Schnellfahrstrecke Köln–Rhein/Main, die eine große Zahl von Kunstbauten (Brücken und Tunnel) aufweist. Daneben gibt es im Taunus die Bahnstrecke Friedrichsdorf–Albshausen, die durch das Köpperner Tal verläuft, sowie die zwischen Wiesbaden und Hohenstein über Bad Schwalbach als Museumsbahn betriebene Aartalbahn von Wiesbaden nach Diez, die mit einer Steilstrecke an der Südrampe der Eisernen Hand den Taunuskamm in 421 m Höhe überquert. Eine Ost-West-Verbindung gibt es nur entlang der Lahn von Koblenz über Limburg und Weilburg nach Wetzlar und weiter nach Gießen.

### Übriger öffentlicher Personennahverkehr
Der gesamte Taunus (soweit er in Hessen liegt) ist durch ein Busnetz erschlossen, dessen Volumen und Takt sich seit der Einführung des Rhein-Main-Verkehrsverbundes (RMV) verbessert haben. Selbst der Große Feldberg wird heute regelmäßig angefahren. Von Frankfurt kommend, eignet sich die U-Bahn () mit der Station Hohe Mark.

## Taunuslieder
Regional und etwas über die Grenze des Taunusrandes hinaus sind traditionelle Volkslieder, wie das im Jahr 1941 von Hermann Gondlach entstandene „Du, mein Taunus, meine Heimat“ und das 1973 geschriebene „Taunuslied“ von Hermann Türck und Ernst Menke mit dem Text „Wo rauschende Wälder zur Höhe hin zieh’n“, bekannt. Regional typisch sind darüber hinaus auch einige Volkslieder, wie „Im schönen Wiesbachtal“ bei Grävenwiesbach oder „Mein wunderschönes Rheingau-Taunus-Land“, bekannt.
Im Bereich der sogenannten volkstümlichen Musik existieren einige wenige Lieder über den Taunus, wie beispielsweise die von Karl Gross auf Schallplatte gesungene Auftragskomposition für die Stadt Königstein im Taunus „Im schönen Woogtal bei Königstein“ oder der auch überregional bekannte volkstümliche Schlager „Das Försterhaus im Taunus“ von Slavko Avsenik.

## Der Taunus in der Malerei
Bedeutende Maler, die Landschaften des Taunus als Motive festhielten, waren zum Beispiel Hans Thoma und Carl Peter Burnitz, Mitglieder der Kronberger Malerkolonie. Johann Georg Mohr malte nicht nur die Landschaften, sondern auch die Nutzung als Kulturlandschaft durch Schäfer.

## Der Taunus als Namensgeber
„Taunus“ war nach dem Zweiten Weltkrieg bis 1967 die alleinige Markenbezeichnung für Autos der Ford-Werke AG in Deutschland. Danach wurden noch einige Modelle unter der Bezeichnung Ford Taunus angeboten.

## Allgemeine Quellen
- BfN
  - Kartendienste
  - Landschaftssteckbriefe des Bundesamtes für Naturschutz (Hinweise) – nach Haupteinheiten:
    - 300 (Vortaunus)
      - 30001 Vortaunus

    - 301 (Hoher Taunus)
      - 30100 Hoher Taunus

    - 302 (Östlicher Hintertaunus)
      - 30201 Östlicher Hintertaunus
      - 30202 Pferdskopfbergland und Steinfischbacher Hintertaunus
      - 30203 Münster-Maibach-Schwelle und Usinger Becken

    - 303 (Idsteiner Senke)
      - 30300 Limburger Becken und Idsteiner Senke

    - 304 (Westlicher Hintertaunus)
      - 30401 Westlicher Hintertaunus
      - 30402 Östlicher Aartaunus Bad Schwalbach-Hohensteiner Aartal und Oberaarmulde
      - 30403 Mittelrheintaunus
      - 30404 Wispertaunus